# Liste de ponts de France
Pour un article plus général, voir Ponts de France.
Cette liste de ponts de France présente une liste de ponts remarquables de France, tant par leurs caractéristiques dimensionnelles, que par leur intérêt architectural ou historique.

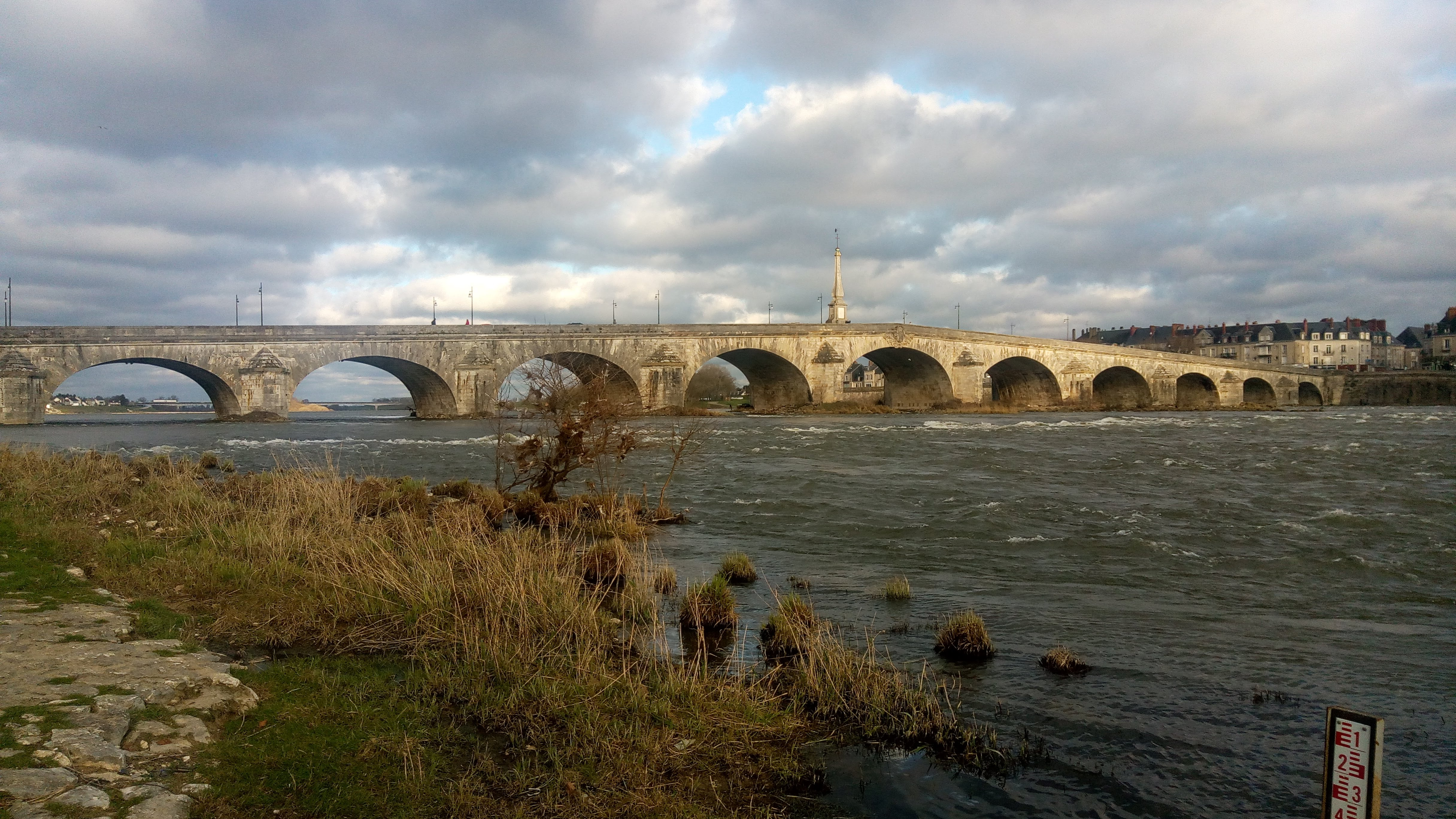
Pont Jacques-Gabriel à Blois, monument historique.

Elle est présentée sous forme de tableaux récapitulant les caractéristiques des différents ouvrages proposés, et peut-être triée selon les diverses entrées pour voir ainsi un type de pont particulier ou les ouvrages les plus récents par exemple. La seconde colonne donne le classement de l'ouvrage parmi ceux présentés, la colonne Long. (longueur) est exprimée en mètres et enfin Date indique la date de mise en service du pont.

## Ponts présentant un intérêt historique
Ce tableau présente les ouvrages suivants :
- Les ponts classés au titre des monuments historiques (tous les ponts inscrits ou de l'Inventaire général du patrimoine culturel ne sont pas répertoriés).
- Les deux ponts français inscrits au patrimoine mondial de l'Unesco : pont du Gard et pont Saint-Bénézet, ainsi que tout autre pont compris dans un ensemble plus vaste du même patrimoine Unesco (p. ex. Cité épiscopale d'Albi).
- D'autres ouvrages du territoire protégé de l'Unesco au titre rives de la Seine à Paris dont les ponts qu'on peut y trouver (23 des 37 ponts de Paris sur la Seine.
- Les ponts transbordeurs, les grands ponts en maçonnerie, les ponts habités, les ponts fortifiés, les ponts du Diable, les ponts génois.

| Photo                                                                                     | N°  | Nom                                                     | Distinction | Long.  | Type                                                                                              | Voie portée Voie franchie                                                              | Date                    | Localisation                                                                            | Département                   | Ref.                                          |
| ----------------------------------------------------------------------------------------- | --- | ------------------------------------------------------- | --- | ------ | ------------------------------------------------------------------------------------------------- | -------------------------------------------------------------------------------------- | ----------------------- | --------------------------------------------------------------------------------------- | ----------------------------- | --------------------------------------------- |
|                                                                                           | 1   | Le pont mégalithique au hameau du Prieuré               | Pont mégalithique | 17     | Dalles de pierre Grès, pierre sèche                                                               | Pont piétonnier Masseloup                                                              | Non-daté                | Lablachère 44° 27′ 08,4″ N, 4° 12′ 33,1″ E                                              | Ardèche                       | [ 1 ]                                         |
|                                                                                           | 2   | Pont Krac'h                                             | Pont du Diable Premier pont construit dans le Finistère |        | Pont en pierre Pierres non équarries, sans mortier                                                | Pont piétonnier Aber-Wrac'h                                                            | Âge du fer              | Plouguerneau - Lannilis 48° 34′ 24,1″ N, 4° 28′ 53,5″ O                                 | Finistère                     | ,                                             |
|                                                                                           | 3   | Pont Julien                                             | Portée : 16 mètres · Classé MH (1914) | 118    | Maçonnerie 3 arches plein cintre, dos-d'âne, 2 ouïes, calcaire                                    | Voie Domitienne Calavon                                                                | 3 av. J.-C.             | Apt - Bonnieux 43° 51′ 45,3″ N, 5° 18′ 23,4″ E                                          | Vaucluse                      | « Mérimée », notice no PA00081981 Structurae  |
|                                                                                           | 4   | Pont-aqueduc du Plat-de-l'Air                           | Classé MH (1900) | 551    | Maçonnerie Aqueduc                                                                                | Hors service Aqueduc du Gier                                                           | Ier siècle              | Chaponost 45° 43′ 18,9″ N, 4° 45′ 37,6″ E                                               | Rhône                         | « Mérimée », notice no PA00117731 Structurae  |
|                                                                                           | 5   | Pont du Gard                                            | Monument antique le plus visité de France · Portée : 24,4 mètres · Hauteur : 48,7 mètres · Classé MH (1840) · Patrimoine mondial (1985)                                                       | 275    | Maçonnerie 3 niveaux (6, 11 et 35 arches plein cintre), calcaire Aqueduc                          | Hors service Aqueduc romain de Nîmes Gardon                                            | Ier siècle              | Vers-Pont-du-Gard 43° 56′ 51,2″ N, 4° 32′ 06,4″ E                                       | Gard                          | « Mérimée », notice no PA00103291 Structurae, |
|                                                                                           | 6   | Pont-siphon de Soucieu                                  | Classé MH (1912) | 208    | Maçonnerie Pont-siphon                                                                            | Hors service Aqueduc du Gier Vallée du Garon                                           | Ier siècle              | Soucieu-en-Jarrest 45° 41′ 04,1″ N, 4° 43′ 24,4″ E                                      | Rhône                         | « Mérimée », notice no PA00117731 Structurae  |
|                                                                                           | 7   | Pont Ambroix                                            | Classé MH (1840) | 100    | Maçonnerie 1 arche plein cintre (7 à l'origine)                                                   | Hors service Voie Domitienne Vidourle                                                  | Ier siècle              | Gallargues-le-Montueux - Villetelle 43° 43′ 02″ N, 4° 09′ 06,9″ E                       | Gard Hérault                  | « Mérimée », notice no PA00103057 Structurae  |
|                                                                                           | 8   | Pont Flavien                                            | Classé MH (1840) | 25     | Maçonnerie 1 arche plein cintre, 2 portes, calcaire                                               | Pont piétonnier Voie romaine Marseille-Arles Touloubre                                 | Ier siècle              | Saint-Chamas 43° 32′ 28,8″ N, 5° 02′ 34,8″ E                                            | Bouches-du-Rhône              | « Mérimée », notice no PA00081426 Structurae  |
|                                                                                           | 9   | Pont romain de Vaison-la-Romaine                        | Portée : 17,2 mètres · Classé MH (1840) | 17     | Maçonnerie 1 arche anse de panier                                                                 | Quai Paul Gontard - Rue du Pont Ouvèze                                                 | Ier siècle              | Vaison-la-Romaine 44° 14′ 20″ N, 5° 04′ 28,7″ E                                         | Vaucluse                      | « Mérimée », notice no PA00082186 Structurae  |
|                                                                                           | 10  | Pont romain de Saint-Thibéry                            | Classé MH (1862) |        | Maçonnerie 4 arches segmentaires (9 à l'origine)                                                  | Hors service Voie Domitienne Hérault                                                   | Ier siècle              | Saint-Thibéry 43° 23′ 34,4″ N, 3° 25′ 58,2″ E                                           | Hérault                       | « Mérimée », notice no PA00103715 Structurae  |
|                                                                                           | 11  | Pont romain (Spoy)                                      | Classé MH (1973) |        | Maçonnerie 2 arches                                                                               | Romaine Landion                                                                        | Ier siècle              | Spoy 48° 13′ 33,9″ N, 4° 37′ 31,7″ E                                                    | Aube                          | « Mérimée », notice no PA00078242 Structurae  |
|                                                                                           | 12  | Pont des Marchands                                      | L'un des deux derniers ponts habités en France |        | Maçonnerie                                                                                        | Pont piétonnier Canal de la Robine                                                     | Ier siècle              | Narbonne 43° 10′ 59,6″ N, 3° 00′ 13,4″ E                                                | Aude                          | Structurae                                    |
|                                                                                           | 13  | Aqueduc de Mons à Fréjus                                | Classé MH (1886) | 41567  | Maçonnerie Aqueduc                                                                                | Hors service Aqueduc de Mons à Fréjus                                                  | IIe siècle              | Fréjus - Mons (Var) 43° 26′ 15,8″ N, 6° 44′ 28,5″ E                                     | Var                           | « Mérimée », notice no PA00081604 Structurae  |
|                                                                                           | 14  | Pont romain de Viviers                                  | Classé MH (1986) | 108    | Maçonnerie 11 arches (9 plein cintre, 2 segmentaires)                                             | RD 107 - Le Pont - Chemin du Pont Romain Escoutay                                      | IIe siècle              | Viviers 44° 29′ 18,8″ N, 4° 40′ 18,2″ E                                                 | Ardèche                       | « Mérimée », notice no PA00116866 Structurae  |
| Pont romain de Lurs, Pont de Ganagobie, Pont du ravin du Buès, Pont de la mort de l'homme | 15  | Pont romain de Lurs                                     | Classé MH (1963) |        | Maçonnerie 1 arche                                                                                | Voie Domitienne Ruisseau du Buès                                                       | IIe siècle              | Lurs - Ganagobie 43° 59′ 04,4″ N, 5° 54′ 31,1″ E                                        | Alpes-de-Haute-Provence       | « Mérimée », notice no PA00080403 Structurae  |
|                                                                                           | 16  | Pont-aqueduc d'Ansignan                                 | Classé MH (1974) | 170    | Maçonnerie Aqueduc                                                                                | Hors service Agly                                                                      | IIIe siècle             | Ansignan 42° 45′ 53″ N, 2° 30′ 52″ E                                                    | Pyrénées-Orientales           | « Mérimée », notice no PA00103951 Structurae  |
|                                                                                           | 17  | Pont gaulois dit de Sainte-Catherine                    | Classé MH (1964) | 60     | Maçonnerie                                                                                        | Pont piétonnier Hyères                                                                 | IIIe siècle             | Plounévézel - Treffrin 48° 17′ 58,7″ N, 3° 33′ 08,1″ E                                  | Finistère Côtes-d'Armor       | « Mérimée », notice no PA00089687 Structurae  |
|                                                                                           | 18  | Vieux pont de Limay                                     | 'Le Pont de Mantes (1868) · Tableau de Jean-Baptiste Corot · Classé MH (1923) |        | Maçonnerie                                                                                        | Hors service Rue du Vieux Pont Seine                                                   | Xe siècle               | Limay - Île aux Dames 48° 59′ 31,2″ N, 1° 43′ 32″ E                                     | Yvelines                      | « Mérimée », notice no PA00087518 Structurae  |
| Pont du Diable (Saint-Jean-de-Fos), Pont du Gour noir                                     | 19  | Pont du Diable (Saint-Jean-de-Fos)                      | Pont du Diable · Classé MH (1996) · Patrimoine mondial (1998) · (Chemins de Compostelle) | 65     | Maçonnerie                                                                                        | Pont piétonnier Hérault                                                                | 1031                    | Saint-Jean-de-Fos - Aniane 43° 42′ 27,4″ N, 3° 33′ 26,3″ E                              | Hérault                       | « Mérimée », notice no PA00103356 Structurae, |
|                                                                                           | 20  | Pont Vieux (Albi)                                       | Classé MH (1921) · Patrimoine mondial (2010) · (Cité épiscopale d'Albi) | 151    | Maçonnerie 9 arches                                                                               | Rue Rinaldi - Quai Choiseul Tarn                                                       | XIe siècle              | Albi 43° 55′ 52,1″ N, 2° 08′ 40,6″ E                                                    | Tarn                          | « Mérimée », notice no PA00095481 Structurae  |
|                                                                                           | 21  | Pont du Diable (Chalencon)                              | Pont du Diable · Classé MH (1913) | 50     | Maçonnerie                                                                                        | Pont piétonnier Ance                                                                   | XIe siècle              | Chalencon 45° 16′ 59,5″ N, 3° 59′ 04,8″ E                                               | Haute-Loire                   | « Mérimée », notice no PA00092827 Structurae  |
|                                                                                           | 22  | Pont Vieux (Millau)                                     | Classé MH (1934) |        | Maçonnerie 2 arches plein cintre (17 arches et 3 tours à l'origine                                | Pont piétonnier Tarn                                                                   | XIe siècle              | Millau 44° 05′ 36,6″ N, 3° 04′ 30,4″ E                                                  | Aveyron                       | « Mérimée », notice no PA00094065 Structurae  |
| Pont Saint-Bénézet, Pont d'Avignon (comme la chanson)                                     | 23  | Pont Saint-Bénézet                                      | Connu grâce à la chanson Sur le pont d'Avignon · Possède une chapelle · Classé MH (1840) | 120    | Maçonnerie                                                                                        | Hors service Rhône                                                                     | 1185                    | Avignon 43° 57′ 13,9″ N, 4° 48′ 17,5″ E                                                 | Vaucluse                      | « Mérimée », notice no PA00081815 Structurae, |
|                                                                                           | 24  | Pont Vieux de Béziers                                   | Classé MH (1963) | 241    | Maçonnerie                                                                                        | Av. du Pont Vieux Orb                                                                  | XIIe siècle             | Béziers 43° 20′ 21,6″ N, 3° 12′ 29,4″ E                                                 | Hérault                       | « Mérimée », notice no PA00103395 Structurae  |
|                                                                                           | 25  | Pont vieux (Brassac)                                    | Classé MH (1990) | 52     | Maçonnerie 4 arches (2 ogivales, 2 plein cintre), dos d'âne                                       | Pont piétonnier Agout                                                                  | XIIe siècle             | Brassac 43° 37′ 44,1″ N, 2° 29′ 50,9″ E                                                 | Tarn                          | « Mérimée », notice no PA00095490 Structurae  |
| Pont roman de Mane, Pont sur la Laye, Pont des trois arches                               | 26  | Pont roman de Mane                                      | Classé MH (1970) | 40     | Maçonnerie                                                                                        | Pont piétonnier Laye                                                                   | XIIe siècle             | Mane 43° 55′ 48″ N, 5° 45′ 23,4″ E                                                      | Alpes-de-Haute-Provence       | « Mérimée », notice no PA00080416 Structurae  |
|                                                                                           | 27  | Pont du Vernay                                          | Classé MH (1868) |        | Maçonnerie 11 arches                                                                              | Thouet                                                                                 | XIIe siècle             | Airvault 46° 49′ 09,5″ N, 0° 08′ 44,8″ O                                                | Deux-Sèvres                   | « Mérimée », notice no PA00101168 Structurae  |
| Pont de la Légende, Vieux Pont                                                            | 28  | Pont de la Légende                                      | Pont fortifié · Classé MH (1889) |        | Maçonnerie                                                                                        | Hors service Pleguignou Gave d'Oloron                                                  | XIIe siècle             | Sauveterre-de-Béarn 43° 23′ 48,7″ N, 0° 56′ 24,5″ E                                     | Pyrénées-Atlantiques          | « Mérimée », notice no PA00084528 Structurae  |
|                                                                                           | 29  | Pont Notre-Dame de Mende                                | Classé MH (1889) |        | Maçonnerie                                                                                        | Pont piétonnier Lot                                                                    | XIIe siècle             | Mende 44° 31′ 17,6″ N, 3° 29′ 51,2″ E                                                   | Lozère                        | « Mérimée », notice no PA00103877 Structurae  |
|                                                                                           | 30  | Vieux Pont de Terrasson                                 | Classé MH (1904) |        | Maçonnerie 5 arches (6 à l'origine, 3 segmentaires, 2 ogivales)                                   | RD 6089 - Rue Aristide Briand - Av. Charles de Gaulle - Rue Margontier Vézère          | XIIe siècle             | Terrasson-Lavilledieu 45° 07′ 42,7″ N, 1° 18′ 18″ E                                     | Dordogne                      | « Mérimée », notice no PA00083014 Structurae  |
|                                                                                           | 31  | Pont de l'Abbaye (Lagrasse)                             | Portée : 21 mètres · Classé MH (1907) |        | Maçonnerie 3 arches plein cintre, dos d'âne                                                       | Rue des Tineries Orbieu                                                                | XIIe siècle             | Lagrasse 43° 05′ 32,2″ N, 2° 37′ 06,2″ E                                                | Aude                          | « Mérimée », notice no PA00102720 Structurae  |
|                                                                                           | 32  | Pont du Diable (Olargues)                               | Pont du Diable · Classé MH (1916) |        | Maçonnerie                                                                                        | Pont piétonnier Jaur                                                                   | XIIe siècle             | Olargues 43° 33′ 25,2″ N, 2° 54′ 41,3″ E                                                | Hérault                       | « Mérimée », notice no PA00103626 Structurae  |
| Vieux pont de Sospel, Pont sur la Bévéra                                                  | 33  | Vieux pont de Sospel                                    | Pont fortifié · Détruit en 1944 et reconstruit entre 1955 et 1957 · Classé MH (1924) |        | Maçonnerie                                                                                        | Rue de la République - Rue du Pont-Vieux Bévéra                                        | XIIe siècle             | Sospel 43° 52′ 40,7″ N, 7° 26′ 57,1″ E                                                  | Alpes-Maritimes               | « Mérimée », notice no PA00080876 Structurae  |
|                                                                                           | 34  | Le Vieux-Moulin                                         | Monument à colombages du XVIe siècle construit à cheval sur les piles d'un ancien pont du XIIe siècle Inventaire général                                                                      |        | Maçonnerie                                                                                        | Hors service Seine                                                                     | XIIe siècle XVIe siècle | Vernon 49° 05′ 50,8″ N, 1° 29′ 17,3″ E                                                  | Eure                          | « Mérimée », notice no IA27000035 Structurae  |
|                                                                                           | 35  | Pont Saint-Martial (Limoges)                            | Classé MH (1908) | 102    | Maçonnerie 7 arches ogivales                                                                      | Pont piétonnier Rue du Pont Saint-Martial - Pl. Paul Parbelle Vienne                   | 1215                    | Limoges 45° 49′ 14,4″ N, 1° 15′ 56,1″ E                                                 | Haute-Vienne                  | « Mérimée », notice no PA00100381 Structurae  |
|                                                                                           | 36  | Pont des Arvaux                                         | Classé MH (1991) | 12     | Maçonnerie Pont-canal                                                                             | Sansfond Varaude                                                                       | 1221                    | Noiron-sous-Gevrey 47° 11′ 56,8″ N, 5° 05′ 02,2″ E                                      | Côte-d'Or                     | « Mérimée », notice no PA00112569 Structurae  |
|                                                                                           | 37  | Les Ponts Couverts                                      | Pont fortifié · Classé MH (1928) · Patrimoine mondial (1998) · (Grande Île de Strasbourg) |        | Maçonnerie                                                                                        | Quai Turckheim - Rue Finkwiller Ill                                                    | 1250                    | Strasbourg 48° 34′ 47,6″ N, 7° 44′ 22,3″ E                                              | Bas-Rhin                      | « Mérimée », notice no PA00085192 Structurae  |
|                                                                                           | 38  | Pont Saint-Nicolas de Campagnac                         | |        | Maçonnerie                                                                                        | RD 979 Gardon                                                                          | 1260                    | Sainte-Anastasie 43° 56′ 30,6″ N, 4° 22′ 38,1″ E                                        | Gard                          | Structurae                                    |
|                                                                                           | 39  | Pont Saint-Blaise                                       | Classé MH (1987) |        | Maçonnerie 2 arches plein cintre                                                                  | RD 594 Aveyron                                                                         | 1274                    | Najac 44° 12′ 58″ N, 1° 57′ 40,6″ E                                                     | Aveyron                       | « Mérimée », notice no PA00094085 Structurae  |
|                                                                                           | 40  | Vieux pont de Pavie                                     | Classé MH (1941) |        | Maçonnerie 3 arches (2 ogivales, 1 plein cintre), dos d'âne                                       | Rue du Vieux Pont Gers                                                                 | 1280                    | Pavie 43° 36′ 39,5″ N, 0° 35′ 40,7″ O                                                   | Gers                          | « Mérimée », notice no PA00094887 Structurae  |
|                                                                                           | 41  | Pont du Coq                                             | Inscrit MH (1987) | 64     | Maçonnerie                                                                                        | Pont piétonnier Levenza                                                                | XIIIe siècle            | La Brigue 44° 03′ 52,3″ N, 7° 37′ 48,7″ E                                               | Alpes-Maritimes               | « Mérimée », notice no PA00080685 Structurae  |
|                                                                                           | 42  | Pont du Diable (Villemagne-l'Argentière)                | Pont du Diable · Inscrit MH (1936) | 45     | Maçonnerie                                                                                        | Pont piétonnier Mare                                                                   | XIIIe siècle            | Villemagne-l'Argentière 43° 37′ 30,2″ N, 3° 06′ 59,7″ E                                 | Hérault                       | « Mérimée », notice no PA00103754 Structurae  |
|                                                                                           | 43  | Vieux pont d'Orthez                                     | Pont fortifié · Classé MH (1875) |        | Maçonnerie                                                                                        | Rue Craverie - Rue du Pont Vieux Gave de Pau                                           | XIIIe siècle            | Orthez 43° 29′ 10,6″ N, 0° 46′ 37,2″ O                                                  | Pyrénées-Atlantiques          | « Mérimée », notice no PA00084478 Structurae  |
|                                                                                           | 44  | Pont de Saint-Savin                                     | Classé MH (1896) |        | Maçonnerie                                                                                        | Rue Grand Rue Gartempe                                                                 | XIIIe siècle            | Saint-Savin - Saint-Germain 46° 33′ 56,6″ N, 0° 52′ 06,1″ E                             | Vienne                        | « Mérimée », notice no PA00105713 Structurae  |
|                                                                                           | 45  | Pont de Menat                                           | Classé MH (1918) |        | Maçonnerie 4 arches, dos-d'âne                                                                    | Pont piétonnier Sioule                                                                 | XIIIe siècle            | Menat 46° 05′ 58,5″ N, 2° 55′ 54,3″ E                                                   | Puy-de-Dôme                   | « Mérimée », notice no PA00092183 Structurae  |
|                                                                                           | 46  | Pont romain du Moutier d'Ahun                           | Classé MH (1920) |        | Maçonnerie                                                                                        | RD 13 Creuse                                                                           | XIIIe siècle            | Moutier-d'Ahun 46° 05′ 32,6″ N, 2° 03′ 26,1″ E                                          | Creuse                        | « Mérimée », notice no PA00100115 Structurae  |
| Pont des Chouans, Vieux pont de Thouars                                                   | 47  | Pont des Chouans                                        | Ancien pont fortifié · Classé MH (1938) |        | Maçonnerie 4 arches ogivales, passerelle métallique au centre                                     | Pont piétonnier Thouet                                                                 | XIIIe siècle            | Thouars 46° 58′ 14,5″ N, 0° 12′ 53″ O                                                   | Deux-Sèvres                   | « Mérimée », notice no PA00101390 Structurae  |
|                                                                                           | 48  | Pont de Chambonas                                       | Inscrit MH (1962) |        | Maçonnerie 4 arches                                                                               | RD 10 Chassezac                                                                        | XIIIe siècle            | Chambonas 44° 24′ 49,4″ N, 4° 07′ 35,2″ E                                               | Ardèche                       | « Mérimée », notice no PA00116683 Structurae  |
| Pont génois de Spina-Cavallu, Pont Spin'à Cavallu                                         | 49  | Pont de Spina-Cavallu                                   | Classé MH (1976) |        | Maçonnerie                                                                                        | Pont piétonnier Rizzanese                                                              | XIIIe siècle            | Sartène - Arbellara 41° 39′ 20,4″ N, 8° 58′ 51,9″ E                                     | Corse-du-Sud                  | « Mérimée », notice no PA00099119 Structurae  |
|                                                                                           | 50  | Pont du Saint-Esprit                                    | | 919    | Maçonnerie                                                                                        | RD 994 Rhône                                                                           | 1309                    | Pont-Saint-Esprit - Lamotte-du-Rhône 44° 15′ 33,5″ N, 4° 39′ 08,3″ E                    | Gard Vaucluse                 | Structurae                                    |
|                                                                                           | 51  | Pont Vieux (Montauban)                                  | Portée : 22,75 mètres · Classé MH (1911) | 205    | Maçonnerie 7 arches ogivales, brique, maçonnerie                                                  | RN 2020 - Rue Aristide Briand - Quai Montmurat Tarn                                    | 1335                    | Montauban 44° 01′ 01,2″ N, 1° 20′ 58,9″ E                                               | Tarn-et-Garonne               | « Mérimée », notice no PA00095834 Structurae  |
|                                                                                           | 52  | Pont de Rohan                                           | L'un des deux derniers ponts habités en France · Classé MH (1929) | 67     | Maçonnerie                                                                                        | Rue du Pont Élorn                                                                      | 1336                    | Landerneau 48° 27′ 00,5″ N, 4° 14′ 57,3″ O                                              | Finistère                     | « Mérimée », notice no PA00090032 Structurae  |
|                                                                                           | 53  | Pont du Diable (Céret)                                  | Pont du Diable · Portée : 45 mètres · Classé MH (1840) |        | Maçonnerie                                                                                        | Pont piétonnier Tech                                                                   | 1341                    | Céret 42° 29′ 43,6″ N, 2° 44′ 39,5″ E                                                   | Pyrénées-Orientales           | « Mérimée », notice no PA00103991 Structurae  |
|                                                                                           | 54  | Pont Notre-Dame de Bar-le-Duc                           | Possède une chapelle |        | Maçonnerie 5 arches plein cintre                                                                  | Rue Notre-Dame Ornain                                                                  | 1350                    | Bar-le-Duc 48° 46′ 31,4″ N, 5° 09′ 38,7″ E                                              | Meuse                         | Structurae                                    |
|                                                                                           | 55  | Pont-Vieux de Carcassonne                               | Classé MH (1926) |        | Maçonnerie                                                                                        | Rue du Pont Vieux - Rue Trivalle Aude                                                  | 1353                    | Carcassonne 43° 12′ 37,2″ N, 2° 21′ 31″ E                                               | Aude                          | « Mérimée », notice no PA00102615 Structurae  |
|                                                                                           | 56  | Pont de Brousse-le-Château                              | Inscrit MH (1937) |        | Maçonnerie                                                                                        | Pont piétonnier Alrance                                                                | 1366                    | Brousse-le-Château 43° 59′ 51″ N, 2° 37′ 28,5″ E                                        | Aveyron                       | « Mérimée », notice no PA00093979 Structurae  |
|                                                                                           | 57  | Pont Valentré                                           | Pont fortifié · Classé MH (1840) · Patrimoine mondial (1998) · (Chemins de Compostelle) | 138    | Maçonnerie                                                                                        | Pont piétonnier Lot                                                                    | 1378                    | Cahors 44° 26′ 42,2″ N, 1° 25′ 54,1″ E                                                  | Lot                           | « Mérimée », notice no PA00095027 Structurae  |
|                                                                                           | 58  | Grand Pont (Ardèche)                                    | Portée : 49,2 mètres · Inscrit MH (1954) |        | Maçonnerie                                                                                        | RD 532 Route du Grand Pont - Route de Lamastre Doux - Chemin de fer du Vivarais        | 1379                    | Tournon-sur-Rhône - Saint-Jean-de-Muzols 45° 04′ 00,1″ N, 4° 46′ 51,8″ E                | Ardèche                       | « Mérimée », notice no PA00116790 Structurae  |
|                                                                                           | 59  | Vieux pont de Confolens                                 | Classé MH (1908) | 128    | Maçonnerie                                                                                        | Rue de la sous Préfecture - Rue du Marquis Foch Vienne                                 | XIVe siècle             | Confolens 46° 00′ 53,1″ N, 0° 40′ 15,7″ E                                               | Charente                      | « Mérimée », notice no PA00104340 Structurae  |
|                                                                                           | 60  | Pont de Quézac                                          | Classé MH (1931) | 88     | Maçonnerie 6 arches, dos-d'âne                                                                    | Route de Molines - Rue Notre Dame Tarn                                                 | XIVe siècle             | Quézac 44° 22′ 26,3″ N, 3° 31′ 31,9″ E                                                  | Lozère                        | « Mérimée », notice no PA00103908 Structurae  |
|                                                                                           | 61  | Pont de la reine Jeanne (Saint-Benoît)                  | Inscrit MH (1928) | 42     | Maçonnerie                                                                                        | Coulomp                                                                                | XIVe siècle             | Saint-Benoît 43° 57′ 30,6″ N, 6° 44′ 00,9″ E                                            | Alpes-de-Haute-Provence       | « Mérimée », notice no PA00080461 Structurae  |
|                                                                                           | 62  | Pont Vieux de Saint-Affrique                            | Classé MH (1886) |        | Maçonnerie                                                                                        | Pont piétonnier Rue du Pont Vieux - Rue du Traupont Sorgues                            | XIVe siècle             | Saint-Affrique 43° 57′ 24,7″ N, 2° 53′ 08″ E                                            | Aveyron                       | « Mérimée », notice no PA00094137 Structurae  |
|                                                                                           | 63  | Pont-Vieux d'Espalion                                   | Ancien pont fortifié · Classé MH (1888) · Patrimoine mondial (1998) · (Chemins de Compostelle)                                                                                                |        | Maçonnerie 4 arches ogivales, dos-d'âne, grès granitique rouge                                    | Pont piétonnier Rue du Docteur Tremolières - Rue Droite Lot                            | XIVe siècle             | Espalion 44° 31′ 20,9″ N, 2° 45′ 49,4″ E                                                | Aveyron                       | « Mérimée », notice no PA00094020 Structurae  |
| Pont sur le Dourdou, Pont de Conques                                                      | 64  | Pont sur le Dourdou                                     | Inscrit MH (1930) · Patrimoine mondial (1998) · (Chemins de Compostelle) |        | Maçonnerie                                                                                        | Les Caugnes Dourdou de Conques                                                         | XIVe siècle             | Conques 44° 35′ 53,5″ N, 2° 23′ 33,2″ E                                                 | Aveyron                       | « Mérimée », notice no PA00094000 Structurae  |
|                                                                                           | 65  | Vieux-Pont de Vins-sur-Caramy                           | Inscrit MH (1931) |        | Maçonnerie 3 arches (2 segmentaires, 1 plein cintre), 3 dos d'âne                                 | Les Horts Caramy                                                                       | XIVe siècle             | Vins-sur-Caramy 43° 25′ 53,3″ N, 6° 08′ 32,7″ E                                         | Var                           | « Mérimée », notice no PA00081779 Structurae  |
|                                                                                           | 66  | Pont de Saint-Pons                                      | Classé MH (1944) |        | Maçonnerie                                                                                        | Route d'Apt Arc                                                                        | XIVe siècle             | Aix-en-Provence 43° 30′ 21,2″ N, 5° 20′ 52,4″ E                                         | Bouches-du-Rhône              | « Mérimée », notice no PA00081104 Structurae  |
| Pont de Saint-Étienne d'Issensac, Pont Saint-Estève                                       | 67  | Pont de Saint-Étienne d'Issensac                        | Classé MH (1948) | 60     | Maçonnerie                                                                                        | RD 1 Hérault                                                                           | XIVe siècle             | Brissac 43° 50′ 38,7″ N, 3° 42′ 03,6″ E                                                 | Hérault                       | « Mérimée », notice no PA00103399 Structurae  |
| Pont roman de Chambon-sur-Voueize                                                         | 68  | Pont roman de Chambon-sur-Voueize                       | Classé MH (1958) |        | Maçonnerie 3 arches (2 plein cintre, 1 ogivale)                                                   | Pont piétonnier Faub. de Limoges - Rue de la Chapellerie Voueize                       | XIVe siècle             | Chambon-sur-Voueize 46° 11′ 24,9″ N, 2° 25′ 17,6″ E                                     | Creuse                        | « Mérimée », notice no PA00100031 Structurae  |
|                                                                                           | 69  | Pont de la Tour                                         | Classé MH (1984) |        | Maçonnerie                                                                                        | La Tour Isle                                                                           | XIVe siècle             | Le Chalard - Jumilhac-le-Grand - Saint-Yrieix-la-Perche 45° 32′ 27,4″ N, 1° 07′ 54,8″ E | Haute-Vienne Dordogne         | « Mérimée », notice no PA00100267             |
| Image manquante                                                                           | 70  | Pont Saint-Martin (Vienne)                              | Portée : 28 mètres · Classé MH (1924) |        | Maçonnerie 1 arche segmentaire, dos d'âne                                                         | Rue Joseph Martin Gère                                                                 | 1402                    | Vienne 45° 31′ 41″ N, 4° 52′ 41,9″ E                                                    | Isère                         | « Mérimée », notice no PA00117345 Structurae  |
|                                                                                           | 71  | Pont de Nyons                                           | Portée : 40,5 mètres · Classé MH (1925) |        | Maçonnerie                                                                                        | RD 538B Eygues                                                                         | 1405                    | Nyons 44° 21′ 35,7″ N, 5° 08′ 38,8″ E                                                   | Drôme                         | « Mérimée », notice no PA00117004 Structurae  |
|                                                                                           | 72  | Pont du Roc                                             | Portée : 33,1 mètres | 51     | Maçonnerie                                                                                        | Ancienne route de Grasse - RD 4085 Verdon                                              | 1407                    | Castellane 43° 50′ 44″ N, 6° 30′ 59,7″ E                                                | Alpes-de-Haute-Provence       | Structurae                                    |
|                                                                                           | 73  | Pont de la Chartreuse                                   | Classé MH (1914) | 91     | Maçonnerie                                                                                        | RD 988A Loire                                                                          | XVe siècle              | Brives-Charensac 45° 02′ 50,9″ N, 3° 55′ 37,4″ E                                        | Haute-Loire                   | « Mérimée », notice no PA00092625 Structurae  |
|                                                                                           | 74  | Pont de Pianella                                        | Classé MH (1976) | 30     | Maçonnerie                                                                                        | Pont piétonnier Porto                                                                  | XVe siècle              | Ota 42° 15′ 22,5″ N, 8° 45′ 39,6″ E                                                     | Corse-du-Sud                  | « Mérimée », notice no PA00099099 Structurae  |
|                                                                                           | 75  | Pont de Zippitoli                                       | Classé MH (1977) | 23     | Maçonnerie                                                                                        | Pont piétonnier Ese                                                                    | XVe siècle              | Bastelica 41° 57′ 40,5″ N, 9° 00′ 08,1″ E                                               | Corse-du-Sud                  | « Mérimée », notice no PA00099075 Structurae  |
|                                                                                           | 76  | Pont Saint-Antoine                                      | Classé MH (1922) | 22     | Maçonnerie 2 arches                                                                               | Rue Saint-Antoine Moine                                                                | XVe siècle              | Clisson 47° 05′ 11,9″ N, 1° 16′ 40,9″ O                                                 | Loire-Atlantique              | « Mérimée », notice no PA00108592 Structurae  |
|                                                                                           | 77  | Pont-Vieux de Saurier                                   | Classé MH (1907) |        | Maçonnerie 3 arches plein cintre                                                                  | Pont piétonnier Couze Pavin                                                            | XVe siècle              | Saurier 45° 32′ 23″ N, 3° 02′ 40,8″ E                                                   | Puy-de-Dôme                   | « Mérimée », notice no PA00092406 Structurae  |
| Image manquante                                                                           | 78  | Pont Romain sur la Morge                                | Classé MH (1974) |        | Maçonnerie 1 arche segmentaire, dos d'âne, rampe coudée                                           | Pont piétonnier Morge                                                                  | XVe siècle              | Le Cheix 45° 57′ 18,3″ N, 3° 09′ 57,2″ E                                                | Puy-de-Dôme                   | « Mérimée », notice no PA00091976 Structurae  |
|                                                                                           | 79  | Pont de Bohardy                                         | Classé MH (1978) |        | Maçonnerie 8 arches ogivales                                                                      | Rue Bohardy - Côté du Vieux Pont Èvre                                                  | XVe siècle              | Montrevault 47° 15′ 50″ N, 1° 02′ 47,9″ O                                               | Maine-et-Loire                | « Mérimée », notice no PA00109210 Structurae  |
| Image manquante                                                                           | 80  | Pont de Vieille-Brioude détruit en 1822                 | Plus grande portée au monde après la destruction du pont de Trezzo Portée : 54,57 mètres |        | Maçonnerie                                                                                        | Allier                                                                                 | XVe siècle              | Vieille-Brioude 45° 15′ 38,4″ N, 3° 24′ 30,8″ E                                         | Haute-Loire                   | Structurae                                    |
|                                                                                           | 81  | Pont-Vieux de Camarès                                   | |        | Maçonnerie                                                                                        | Rue Rhounet - Voie Romaine Dourdou de Conques                                          | XVe siècle              | Camarès 43° 49′ 18,9″ N, 2° 52′ 47,4″ E                                                 | Aveyron                       | Structurae                                    |
|                                                                                           | 82  | Pont de Kaysersberg                                     | Possède une chapelle · Inscrit MH (1932) |        | Maçonnerie 2 arches                                                                               | Rue du Général de Gaulle Weiss                                                         | 1511                    | Kaysersberg 48° 08′ 23,8″ N, 7° 15′ 38,6″ E                                             | Haut-Rhin                     | « Mérimée », notice no PA00085492 Structurae  |
|                                                                                           | 83  | Pont de Rupt-aux-Nonains                                | Classé MH (1975) |        | Maçonnerie 8 arches plein cintre                                                                  | Rue de l'Église Saulx                                                                  | 1557                    | Rupt-aux-Nonains 48° 40′ 08,3″ N, 5° 06′ 44,8″ E                                        | Meuse                         | « Mérimée », notice no PA00106611 Structurae  |
|                                                                                           | 84  | Pont coudé de Brantôme                                  | Classé MH (1912) |        | Maçonnerie 10 arches (7 anse de panier, 3 plein cintre), calcaire, pierre de taille               | Pont piétonnier Dronne                                                                 | XVIe siècle             | Brantôme 45° 21′ 47,5″ N, 0° 38′ 48,6″ E                                                | Dordogne                      | « Mérimée », notice no IA24001167 Structurae  |
|                                                                                           | 85  | Pont de la Porte Saint-Jacques                          | Pont fortifié · La porte Saint-Jacques date du XIIIe siècle · Classé MH (1920) |        | Maçonnerie 4 arches plein cintre), porte fortifiée au sud                                         | Rue de la Vau Saint-Jacques Thouet                                                     | XVIe siècle             | Parthenay 46° 39′ 08,3″ N, 0° 14′ 57,8″ O                                               | Deux-Sèvres                   | « Mérimée », notice no PA00101314 Structurae  |
|                                                                                           | 86  | Pont des Thermes                                        | Classé MH (1927) |        | Maçonnerie                                                                                        | Pont piétonnier Moselle                                                                | XVIe siècle             | Metz 49° 07′ 23″ N, 6° 10′ 35,2″ E                                                      | Moselle                       | « Mérimée », notice no PA00106916 Structurae  |
|                                                                                           | 87  | Pont d'Auriac                                           | Possède une chapelle |        | Maçonnerie                                                                                        | RD 627 - Rue d'Auriac Arize                                                            | XVIe siècle             | Rieux-Volvestre 43° 15′ 22,3″ N, 1° 12′ 03,1″ E                                         | Haute-Garonne                 | [ 8 ]                                         |
| Pont Neuf, Pont-Neuf                                                                      | 88  | Pont Neuf                                               | Plus ancien pont de Paris · Classé MH (1889) · Patrimoine mondial (1991) · (Rives de la Seine à Paris)                                                                                        | 238    | Maçonnerie                                                                                        | Rue du Pont-Neuf - Rue Dauphine Seine                                                  | 1607                    | Paris 48° 51′ 27,8″ N, 2° 20′ 30,7″ E                                                   | Paris 1er et 6e               | « Mérimée », notice no PA00085999 Structurae  |
|                                                                                           | 89  | Pont Henri-IV                                           | Classé MH (1913) | 135    | Maçonnerie 9 arches anse de panier, cornes de vache                                               | RD 725 - Quai Alsace Lorraine - Quai Napoléon I Vienne                                 | 1609                    | Châtellerault 46° 48′ 59,1″ N, 0° 32′ 21,8″ E                                           | Vienne                        | « Mérimée », notice no PA00105404 Structurae  |
|                                                                                           | 90  | Pont Lesdiguières                                       | Portée : 45,65 mètres · Une des sept merveilles du Dauphiné · Classé MH (1898) |        | Maçonnerie                                                                                        | Pont piétonnier Montée Georges Tord Drac                                               | 1611                    | Pont-de-Claix - Claix 45° 07′ 14,5″ N, 5° 41′ 47,2″ E                                   | Isère                         | « Mérimée », notice no PA00117241 Structurae  |
|                                                                                           | 91  | Pont romain d'Olliergues                                | Classé MH (1930) |        | Maçonnerie 3 arches plein cintre, dos d'âne, granite, moellon, pierre de taille                   | Pont piétonnier Dore                                                                   | 1612                    | Olliergues 45° 40′ 27,1″ N, 3° 38′ 07,3″ E                                              | Puy-de-Dôme                   | « Mérimée », notice no PA00092225 Structurae  |
|                                                                                           | 92  | Pont-aqueduc d'Arcueil-Cachan                           | Classé MH (1991) | 379    | Maçonnerie 2 niveaux Aqueduc                                                                      | Aqueduc Médicis - Aqueduc de la Vanne Ligne B du RER d'Île-de-France - RD 127 - RD 57A | 1623 1860               | Cachan - Arcueil 48° 47′ 57,6″ N, 2° 19′ 58,3″ E                                        | Val-de-Marne                  | « Mérimée », notice no PA00079854 Structurae, |
|                                                                                           | 93  | Pont-Neuf de Toulouse                                   | Classé MH (1991) | 220    | Maçonnerie 7 arches                                                                               | RD 124 - Rue de la République - Rue de Metz Garonne                                    | 1632                    | Toulouse 43° 35′ 57,8″ N, 1° 26′ 21,5″ E                                                | Haute-Garonne                 | « Mérimée », notice no PA00094627 Structurae  |
|                                                                                           | 94  | Pont Marie                                              | Classé MH (1887) · Patrimoine mondial (1991) · (Rives de la Seine à Paris) | 92     | Maçonnerie                                                                                        | Rue des Nonnains-d'Hyères - Rue des Deux-Ponts Seine                                   | 1635                    | Paris - Île Saint-Louis 48° 51′ 10,3″ N, 2° 21′ 26,7″ E                                 | Paris 4e                      | « Mérimée », notice no PA00086474 Structurae  |
|                                                                                           | 95  | Pont sur l'Ouvèze (Bédarrides)                          | Inscrit MH (2001) |        | Maçonnerie 3 arches, dos-d'âne                                                                    | Bd. du Bouquimard Ouvèze                                                               | 1644                    | Bédarrides 44° 02′ 20,5″ N, 4° 54′ 00,8″ E                                              | Vaucluse                      | « Mérimée », notice no PA84000027             |
|                                                                                           | 96  | Pont de la Porte Royale                                 | Classé MH (1921) | 17     | Maçonnerie 1 arche                                                                                | Pont piétonnier Var                                                                    | 1668                    | Entrevaux 43° 56′ 58,3″ N, 6° 48′ 35″ E                                                 | Alpes-de-Haute-Provence       | « Mérimée », notice no PA00080387 Structurae  |
|                                                                                           | 97  | Pont-canal du Répudre                                   | Premier pont-canal construit · Inscrit MH (1942) · Patrimoine mondial (1997) · (Canal du Midi) · Ouverture : 8,9 mètres                                                                       | 90     | Maçonnerie 1 arche                                                                                | Pont-canal Répudre                                                                     | 1676                    | Paraza Ventenac-en-Minervois 43° 15′ 15,9″ N, 2° 50′ 24,5″ E                            | Aude                          | « Mérimée », notice no PA00102915 Structurae  |
|                                                                                           | 98  | Pont de Lajous                                          | Inscrit MH (1950) |        | Maçonnerie 1 arche anse de panier, dos-d'âne                                                      | RD 25 Arize                                                                            | 1683                    | Rieux-Volvestre 43° 15′ 29,6″ N, 1° 12′ 13,4″ E                                         | Haute-Garonne                 | « Mérimée », notice no PA00094441 Structurae  |
|                                                                                           | 99  | Pont du Moulin (Thorame-Haute)                          | Classé MH (1977) | 41     | Maçonnerie 2 arches, dos d'âne                                                                    | Pont piétonnier Verdon                                                                 | 1688                    | Thorame-Haute 44° 06′ 01″ N, 6° 34′ 09,6″ E                                             | Alpes-de-Haute-Provence       | « Mérimée », notice no IA00001768 Structurae  |
| Pont-Royal, Pont des Tuileries                                                            | 100 | Pont Royal                                              | Classé MH (1939) · Patrimoine mondial (1991) · (Rives de la Seine à Paris) | 110    | Maçonnerie 5 arches plein cintre                                                                  | Quai François-Mitterrand - Rue du Bac Seine                                            | 1689                    | Paris 48° 51′ 36,4″ N, 2° 19′ 47,6″ E                                                   | Paris 1er et 7e               | « Mérimée », notice no PA00086000 Structurae  |
| Pont génois d'Altiani, Pont'à u large, Pont Saint-Jean                                    | 101 | Pont d'Altiani                                          | Classé MH (1977) |        | Maçonnerie                                                                                        | RN 200 Tavignano                                                                       | 1698                    | Altiani 42° 13′ 19,3″ N, 9° 15′ 54,8″ E                                                 | Haute-Corse                   | « Mérimée », notice no PA00099154 Structurae  |
|                                                                                           | 102 | Vieux pont de Dinan                                     | Classé MH (1903) |        | Maçonnerie                                                                                        | Rue du Petit Fort - Rue de l'Abbaye Rance                                              | XVIIe siècle            | Dinan 48° 27′ 21,7″ N, 2° 02′ 16,6″ O                                                   | Côtes-d'Armor                 | « Mérimée », notice no PA00089138 Structurae  |
|                                                                                           | 103 | Pont du Moulin (Méréville)                              | Classé MH (1979) |        | Maçonnerie 3 arches plein cintre                                                                  | RD 18 - Rue de la Gare Juine                                                           | XVIIe siècle            | Méréville 48° 19′ 02,5″ N, 2° 05′ 36,8″ E                                               | Essonne                       | « Mérimée », notice no PA00087955             |
| Pont de Buckingham (Bukinkan, Bouquincan)                                                 | 104 | Pont de Buckingham                                      | |        | Maçonnerie 3 arches (2 plein cintre, 1 anse de panier)                                            | RD 900 Bès                                                                             | 1722                    | Marchastel 44° 39′ 18,4″ N, 3° 05′ 23,7″ E                                              | Lozère                        | Structurae                                    |
| Pont Jacques-Gabriel                                                                      | 105 | Pont Jacques-Gabriel                                    | Premier pont construit après la création du Corps des ponts et chaussées · Dernier pont construit en dos d'âne · Inscrit MH (1937)                                                            | 283    | Maçonnerie 11 arches                                                                              | RD 956 Loire                                                                           | 1724                    | Blois 47° 35′ 06,1″ N, 1° 20′ 15,4″ E                                                   | Loir-et-Cher                  | « Mérimée », notice no PA00098391 Structurae  |
|                                                                                           | 106 | Pont des Belles Fontaines                               | Classé MH (1914) |        | Maçonnerie 1 arche principale plein cintre, 7 arches secondaires de soutènement en anse de panier | RN 7 - Av. de la Cour de France Orge                                                   | 1728                    | Juvisy-sur-Orge 48° 41′ 10,8″ N, 2° 22′ 23,2″ E                                         | Essonne                       | « Mérimée », notice no IA91000741 Structurae  |
| Pont romain de Céreste, Pont romain de la Baou, Pont romain sur le ravin de l'Encreme     | 107 | Pont romain de Céreste                                  | Classé MH (1862) |        | Maçonnerie 1 arche, dos d'âne                                                                     | Les Blaques Encrême                                                                    | 1740                    | Céreste 43° 51′ 33″ N, 5° 35′ 41,2″ E                                                   | Alpes-de-Haute-Provence       | « Mérimée », notice no PA00080364             |
|                                                                                           | 108 | Pont de Cormontaigne                                    | Pont-écluse · Conçu par Louis de Cormontaigne · Classé MH (1984) |        | Maçonnerie                                                                                        | Canal des Écluses                                                                      | 1746                    | Thionville - Yutz 49° 21′ 09,1″ N, 6° 10′ 16,3″ E                                       | Moselle                       | « Mérimée », notice no PA00107017 Structurae  |
|                                                                                           | 109 | Pont du Couronné                                        | Pont-écluse Conçu par Louis de Cormontaigne |        | Maçonnerie                                                                                        | Rue du Couronné Canal des Écluses                                                      | 1746                    | Thionville - Yutz 49° 21′ 20,1″ N, 6° 10′ 32,8″ E                                       | Moselle                       | Structurae                                    |
|                                                                                           | 110 | Pont de Grilly                                          | Frontière France - Suisse |        | Maçonnerie                                                                                        | Chemin du Pont de Grilly Versoix                                                       | 1757                    | Grilly - Chavannes-des-Bois 46° 19′ 29,7″ N, 6° 07′ 53,9″ E                             | Ain Suisse                    |                                               |
| Pont George-V, Pont d'Orléans, Pont Royal, Pont National                                  | 111 | Pont George-V                                           | Inscrit MH (1926) · Patrimoine mondial (2000) · (Val de Loire) | 325    | Maçonnerie 9 arches anse de panier                                                                | Ligne A du tramway d'Orléans Rue Royale - Av. Dauphine Loire                           | 1763                    | Orléans 47° 53′ 47″ N, 1° 54′ 15,7″ E                                                   | Loiret                        | « Mérimée », notice no PA00098975 Structurae  |
| Pont Régemortes                                                                           | 112 | Pont Régemortes                                         | Inscrit MH (1946) | 301.5  | Maçonnerie 13 arches anse de panier                                                               | RD 2009 Allier                                                                         | 1763                    | Moulins 46° 33′ 42,4″ N, 3° 19′ 23,2″ E                                                 | Allier                        | « Mérimée », notice no PA00093229 Structurae  |
|                                                                                           | 113 | Pont Cessart                                            | Inventaire général · Patrimoine mondial (2000) · (Val de Loire) |        | Maçonnerie 12 arches                                                                              | RD 947 Loire                                                                           | 1770                    | Saumur 47° 15′ 44,5″ N, 0° 04′ 31,6″ E                                                  | Maine-et-Loire                | « Mérimée », notice no IA00031773 Structurae, |
|                                                                                           | 114 | Pont Wilson (Tours)                                     | Plus vieux pont de Tours · Inscrit MH (1926) · Patrimoine mondial (2000) · (Val de Loire) | 434    | Maçonnerie 15 arches                                                                              | Tramway de Tours Av. de la Tranchée - Rue Nationale Loire                              | 1778                    | Tours 47° 23′ 56,8″ N, 0° 41′ 06,9″ E                                                   | Indre-et-Loire                | « Mérimée », notice no PA00098263 Structurae  |
| Pont de Lavaur, Pont Saint-Roch                                                           | 115 | Pont de Lavaur                                          | Portée : 48,75 mètres · Inscrit MH (1960) | 116    | Maçonnerie                                                                                        | RD 47 - Avenue du Pont Saint-Roch - Av. de Lavaur Agout                                | 1791                    | Lavaur - Labastide-Saint-Georges 43° 42′ 05,1″ N, 1° 49′ 24,6″ E                        | Tarn                          | « Mérimée », notice no PA00095586 Structurae  |
|                                                                                           | 116 | Pont de Zaglia                                          | Classé MH (1990) |        | Maçonnerie                                                                                        | Pont piétonnier Porto (Tavulella)                                                      | 1797                    | Évisa 42° 15′ 01,1″ N, 8° 46′ 34,2″ E                                                   | Corse-du-Sud                  | « Mérimée », notice no PA00099090             |
|                                                                                           | 117 | Pont de la Vallée (Clisson)                             | Classé MH (1922) | 63     | Maçonnerie                                                                                        | Rue de la Collégiale - Rue de la Vallée Sèvre nantaise                                 | XVIIIe siècle           | Clisson 47° 05′ 13,2″ N, 1° 16′ 46,8″ O                                                 | Loire-Atlantique              | « Mérimée », notice no PA00108593 Structurae  |
|                                                                                           | 118 | Pont Saint-Roch                                         | Inscrit MH (1927) | 16     | Maçonnerie 1 arche segmentaire                                                                    | Verdon                                                                                 | XVIIIe siècle           | Colmars 44° 10′ 49,1″ N, 6° 37′ 25,2″ E                                                 | Alpes-de-Haute-Provence       | « Mérimée », notice no PA00080375 Structurae  |
|                                                                                           | 119 | Pont des Fées                                           | Inscrit MH (1972) |        | Maçonnerie                                                                                        | Pont piétonnier Vologne                                                                | XVIIIe siècle           | Gérardmer 48° 05′ 10,7″ N, 6° 54′ 10,8″ E                                               | Vosges                        | « Mérimée », notice no PA00107175 Structurae  |
|                                                                                           | 120 | Pont Napoléon (Le Château-d'Oléron)                     | Classé MH (1979) |        | Maçonnerie 1 arche plein cintre                                                                   | Canal de La Brande                                                                     | XVIIIe siècle           | Le Château-d'Oléron 45° 54′ 17,9″ N, 1° 13′ 09,7″ O                                     | Charente-Maritime             | « Mérimée », notice no PA00104647 Structurae  |
|                                                                                           | 121 | Pont des Arts                                           | Premier pont en fonte de Paris · Portée : 17,43 mètres (x9) · Démoli en 1981 - Reconstruit avec 7 arches en 1984 · Inscrit MH (1975)                                                          | 155    | Arc Fonte                                                                                         | Pont piétonnier Quai François-Mitterrand - Quai de Conti Seine                         | 1803                    | Paris 48° 51′ 30,4″ N, 2° 20′ 15,2″ E                                                   | Paris 1er et 6e               | « Mérimée », notice no PA00085998 Structurae  |
|                                                                                           | 122 | Grand-Pont de Nemours                                   | Pont conçu par Jean-Rodolphe Perronet · Il a la voûte la plus aplatie · Portée : 16,25 mètres · Inscrit MH (1926)                                                                             | 70     | Maçonnerie 3 arches surbaissées                                                                   | Pont routier Loing                                                                     | 1804                    | Nemours 48° 16′ 02,7″ N, 2° 41′ 52,6″ E                                                 | Seine-et-Marne                | « Mérimée », notice no PA00087167 Structurae  |
|                                                                                           | 123 | Pont de Gignac                                          | Portée : 50 mètres · Inscrit MH (1950) | 175    | Maçonnerie                                                                                        | RN 109 Av. de Lodève Hérault                                                           | 1810                    | Gignac 43° 39′ 13,1″ N, 3° 32′ 08,4″ E                                                  | Hérault                       | « Mérimée », notice no PA00103463 Structurae  |
|                                                                                           | 124 | Pont d'Iéna                                             | Relie la tour Eiffel au Trocadéro · Inscrit MH (1975) · Patrimoine mondial (1991) · (Rives de la Seine à Paris)                                                                               | 155    | Maçonnerie 5 arches surbaissées                                                                   | Pl. de Varsovie - Quai Branly Seine                                                    | 1814                    | Paris 48° 51′ 35,4″ N, 2° 17′ 31,4″ E                                                   | Paris 7e et 16e               | « Mérimée », notice no PA00088800 Structurae  |
|                                                                                           | 125 | Pont de pierre (Bordeaux)                               | Inscrit MH (2002) | 487    | Maçonnerie 17 arches                                                                              | Ligne A du tramway de Bordeaux Av. Thiers - Cours Victor Hugo Garonne                  | 1822                    | Bordeaux 44° 50′ 18,3″ N, 0° 33′ 46,2″ O                                                | Gironde                       | « Mérimée », notice no PA33000067 Structurae  |
|                                                                                           | 126 | Pont suspendu sur la Cance                              | L'un des premiers ponts conçu par Marc Seguin · Classé MH (1981) | 18     | Suspendu Câbles en fils de fer, tablier bois, pylônes maçonnerie                                  | Passerelle Cance                                                                       | 1823                    | Vernosc-lès-Annonay - Quintenas 45° 12′ 39″ N, 4° 42′ 11,5″ E                           | Ardèche                       | « Mérimée », notice no PA00116844 Structurae  |
|                                                                                           | 127 | Pont de Tournon-sur-Rhône détruit en 1965               | Premier grand pont suspendu léger construit en Europe Portée : 85 mètres (x2) Conçu par Marc Seguin                                                                                           | 170    | Suspendu Monopylône, symétrique, câbles en fils de fer, tablier fer forgé, pylône maçonnerie      | Pont routier Rhône                                                                     | 1825                    | Tournon-sur-Rhône - Tain-l'Hermitage 45° 04′ 09,6″ N, 4° 50′ 01,5″ E                    | Ardèche Drôme                 | Structurae                                    |
|                                                                                           | 128 | Pont de l'Île Barbe                                     | Conçu par Marc Seguin |        | Suspendu Monopylône, tablier poutres acier, pylône en maçonnerie                                  | Quai Paul Sédammian - Quai Clemenceau Saône                                            | 1827                    | Lyon 45° 47′ 49,1″ N, 4° 49′ 52,1″ E                                                    | Rhône                         | Structurae                                    |
|                                                                                           | 129 | Pont de Fourques                                        | Inscrit MH (1988) | 157    | Suspendu Tablier poutres acier, pylônes maçonnerie                                                | RD 35A - Av. du Vieux Pont - Av. Édouard Herriot Petit-Rhône                           | 1830                    | Fourques - Arles 43° 41′ 19,4″ N, 4° 36′ 49,6″ E                                        | Gard Bouches-du-Rhône         | « Mérimée », notice no PA00081183 Structurae  |
|                                                                                           | 130 | Pont suspendu de Parentignat                            | Inscrit MH (1975) |        | Suspendu Tablier poutres métalliques, platelage bois, pylônes maçonnerie                          | Hors service Allier                                                                    | 1830                    | Parentignat 45° 32′ 38,3″ N, 3° 16′ 33,9″ E                                             | Puy-de-Dôme                   | « Mérimée », notice no PA00092235 Structurae  |
|                                                                                           | 131 | Pont de Bourg-Saint-Andéol détruit en 1944              | Conçu par Marc Seguin |        | Suspendu Câbles en fils de fer, pylônes maçonnerie                                                | Quai Madier de Montjau Rhône                                                           | 1830                    | Bourg-Saint-Andéol - Pierrelatte 44° 22′ 09,9″ N, 4° 38′ 55,4″ E                        | Ardèche Drôme                 | Structurae                                    |
| Pont Masaryk, Pont de la Gare d'eau                                                       | 132 | Passerelle Masaryk                                      | | 170    | Suspendu Monopylône, tablier poutres acier, pylône en maçonnerie                                  | Rue Masaryk - Quai Joseph Gillet Saône                                                 | 1831                    | Lyon 45° 46′ 42″ N, 4° 48′ 33,4″ E                                                      | Rhône                         | Structurae                                    |
|                                                                                           | 133 | Pont de Vieille-Brioude                                 | Portée : 45 mètres | 100    | Maçonnerie                                                                                        | RN 2102 - Av. du Pont Allier                                                           | 1832                    | Vieille-Brioude 45° 15′ 38,4″ N, 3° 24′ 30,5″ E                                         | Haute-Loire                   | Structurae                                    |
| Pont Van-Gogh, Pont de Langlois, Pont de l'Anglois                                        | 134 | Pont Van-Gogh                                           | Connu grâce aux représentations que Vincent van Gogh en a fait en 1888 · Classé MH (1988) |        | Pont-levis À flèches et à chaines                                                                 | Passerelle Canal d’Arles à Bouc                                                        | 1835                    | Arles 43° 39′ 25″ N, 4° 37′ 16,1″ E                                                     | Bouches-du-Rhône              | « Mérimée », notice no PA00081184 Structurae  |
| Pont du Diable, Pont Saint-Antoine                                                        | 135 | Pont du Diable (Ariège)                                 | Pont du Diable · Inscrit MH (1950) |        | Maçonnerie 2 arches segmentaires                                                                  | RD 308 Ariège                                                                          | 1836                    | Montoulieu 42° 54′ 22,8″ N, 1° 38′ 26,9″ E                                              | Ariège                        | « Mérimée », notice no PA00093891 Structurae  |
|                                                                                           | 136 | Passerelle Saint-Laurent                                | |        | Suspendu Tablier poutres acier, pylônes maçonnerie                                                | Passerelle Isère                                                                       | 1838                    | Grenoble 45° 11′ 39,8″ N, 5° 43′ 44,9″ E                                                | Isère                         | Structurae                                    |
|                                                                                           | 137 | Pont de la Caille                                       | Portée : 191 mètres · Hauteur libre : 147 mètres · Inscrit MH (1965) | 191    | Suspendu Tablier poutres acier, pylônes maçonnerie                                                | Passerelle Les Usses                                                                   | 1839                    | Cruseilles - Allonzier-la-Caille 46° 00′ 43″ N, 6° 06′ 42,4″ E                          | Haute-Savoie                  | « Mérimée », notice no PA00118386 Structurae  |
| Pont de la Vierge noire, Pont suspendu de Seyssel                                         | 138 | Pont de la Vierge noire                                 | | 80     | Suspendu Monopylône, tablier poutres acier, pylône en maçonnerie                                  | RD 991 Rhône                                                                           | 1840                    | Seyssel (Ain) - Seyssel (Haute-Savoie) 45° 57′ 30,8″ N, 5° 49′ 58,1″ E                  | Ain Haute-Savoie              | Structurae                                    |
|                                                                                           | 139 | Pont Saint-Thomas                                       | Plus vieux pont métallique susbsistant en France · Un des deux derniers ponts de type Polonceau · Classé MH (1995)                                                                            |        | Arc Fonte                                                                                         | Rue des Moulins - Rue de la Monnaie Ill                                                | 1841                    | Strasbourg 48° 34′ 48,4″ N, 7° 44′ 35,7″ E                                              | Bas-Rhin                      | « Mérimée », notice no PA00085188 Structurae  |
|                                                                                           | 140 | Pont suspendu de Tonnay-Charente                        | Classé MH (1988) | 635    | Suspendu Tablier poutres acier, platelage bois, piles maçonnerie, pylônes acier                   | Passerelle Charente                                                                    | 1842                    | Tonnay-Charente 45° 56′ 24,5″ N, 0° 53′ 09,5″ O                                         | Charente-Maritime             | « Mérimée », notice no PA00105287 Structurae  |
|                                                                                           | 141 | Aqueduc de Roquefavour                                  | Hauteur : 82,65 mètres · Classé MH (2005) | 393    | Maçonnerie 3 niveaux Aqueduc                                                                      | Canal de Marseille Arc - Ligne de Rognac à Aix-en-Provence - RD 65                     | 1847                    | Ventabren 43° 31′ 00,4″ N, 5° 18′ 46,8″ E                                               | Bouches-du-Rhône              | « Mérimée », notice no PA13000037 Structurae  |
|                                                                                           | 142 | Viaduc de Saint-Chamas                                  | Hauteur : 31 mètres · Inscrit MH (1984) | 385    | Maçonnerie Arches brisées                                                                         | Ligne Avignon - Marseille Touloubre                                                    | 1848                    | Saint-Chamas 43° 32′ 33,4″ N, 5° 02′ 58,9″ E                                            | Bouches-du-Rhône              | « Mérimée », notice no PA00081427 Structurae  |
| Viaduc de Pichou, Viaduc de Château Fallet                                                | 143 | Viaduc de Pichou                                        | Inventaire général | 56     | Maçonnerie 5 arches brisées                                                                       | La ligne Marseille - Avignon                                                           | 1849                    | Marseille 43° 21′ 51,1″ N, 5° 18′ 36,3″ E                                               | Bouches-du-Rhône              | « Mérimée », notice no IA13001455             |
|                                                                                           | 144 | Pont de Bourguignon-les-Conflans                        | Un des deux derniers ponts de type Polonceau en France · Inscrit MH (1982) |        | Arc Fonte                                                                                         | Rue des Ponts Lanterne                                                                 | 1849                    | Bourguignon-lès-Conflans - Mersuay 47° 48′ 16,6″ N, 6° 09′ 49,1″ E                      | Haute-Saône                   | « Mérimée », notice no PA00102124 Structurae  |
|                                                                                           | 145 | Pont Marc-Seguin                                        | Plus ancien pont suspendu français encore en service · Conçu par Marc Seguin · Inscrit MH (1985)                                                                                              |        | Suspendu Monopylône, symétrique, câbles en fils de fer, tablier fer forgé, pylône maçonnerie      | Passerelle Rhône                                                                       | 1849                    | Tournon-sur-Rhône - Tain-l'Hermitage 45° 04′ 07,1″ N, 4° 50′ 06,5″ E                    | Ardèche Drôme                 | « Mérimée », notice no PA00116837 Structurae  |
|                                                                                           | 146 | Pont du Diable (Aussois)                                | Pont du Diable Hauteur libre : 90 mètres | 45     | Suspendu Tablier bois, pylônes maçonnerie et acier                                                | Passerelle Arc                                                                         | 1850                    | Aussois 45° 12′ 37″ N, 6° 44′ 19,9″ E                                                   | Savoie                        | Structurae                                    |
|                                                                                           | 147 | Pont couvert du Pont-Chrétien-Chabenet                  | L'un des seuls ponts entièrement couvert en France · Classé MH (1992) |        | Pont couvert en bois                                                                              | Pont piétonnier Bouzanne                                                               | 1854                    | Le Pont-Chrétien-Chabenet 46° 37′ 48,2″ N, 1° 28′ 33,8″ E                               | Indre                         | « Mérimée », notice no PA00097495 Structurae  |
|                                                                                           | 148 | Pont du Jardin des plantes de Grenoble                  | Premier ouvrage au monde en béton coulé Réalisé par Joseph et Louis Vicat |        | Arc Béton, surbaissé                                                                              | Pont piétonnier                                                                        | 1855                    | Grenoble                                                                                | Isère                         | [ 14 ]                                        |
|                                                                                           | 149 | Pont d'Arcole                                           | Conçu par Nicolas Cadiat, Alphonse Oudry · Premier pont en fer construit à Paris · Patrimoine mondial (1991) · (Rives de la Seine à Paris)                                                    | 80     | Arc Fer                                                                                           | Pl. Hôtel-de-Ville - Rue d'Arcole Seine                                                | 1855                    | Paris 48° 51′ 21″ N, 2° 21′ 03″ E                                                       | Paris 4e                      | Structurae                                    |
|                                                                                           | 150 | Pont-canal de l'Orb                                     | Inscrit MH (1996) · Patrimoine mondial (1996) · (Canal du Midi) | 240    | Maçonnerie Pont-canal                                                                             | Canal du Midi Orb                                                                      | 1856                    | Béziers 43° 20′ 04,8″ N, 3° 12′ 46,3″ E                                                 | Hérault                       | « Mérimée », notice no PA34000003 Structurae  |
|                                                                                           | 151 | Viaduc de Chaumont                                      | Construit en moins d'un an 2500 ouvriers travaillèrent jour et nuit (à la lumière électrique) pour cette réalisation                                                                          | 600    | Maçonnerie 3 niveaux (25, 49 et 50 arches)                                                        | Ligne Paris-Est - Mulhouse Suize                                                       | 1857                    | Chaumont 48° 06′ 38,8″ N, 5° 07′ 16,3″ O                                                | Haute-Marne                   | Structurae                                    |
|                                                                                           | 152 | Pont de Rochemaure                                      | Inscrit MH (1985) |        | Suspendu Tablier bois, pylônes maçonnerie                                                         | Passerelle Rhône                                                                       | 1859                    | Rochemaure 44° 34′ 58,1″ N, 4° 42′ 39,4″ E                                              | Ardèche                       | « Mérimée », notice no PA00116760 Structurae  |
|                                                                                           | 153 | Passerelle Eiffel                                       | Gustave Eiffel a dirigé les travaux · Classé MH (2010) | 509.69 | Treillis                                                                                          | Ligne de Paris-Austerlitz à Bordeaux-Saint-Jean Garonne                                | 1860                    | Bordeaux 44° 49′ 55″ N, 0° 33′ 08″ O                                                    | Gironde                       | « Mérimée », notice no PA33000110 Structurae  |
|                                                                                           | 154 | Pont suspendu de Saint-Ilpize                           | Conçu par Ferdinand Arnodin Premier ouvrage utilisant des câbles torsadés Portée : 70,35 mètres                                                                                               | 127    | Suspendu Tablier bois, pylônes maçonnerie                                                         | Pont routier CD 22 Allier                                                              | 1863                    | Saint-Ilpize 45° 11′ 54,8″ N, 3° 23′ 12,4″ E                                            | Haute-Loire                   | Structurae                                    |
|                                                                                           | 155 | Viaduc de Busseau                                       | Premier viaduc français avec tablier en treillis et piles métalliques · Hauteur libre : 56,5 mètres · Inscrit MH (1975)                                                                       | 339    | Treillis Tablier et piles treillis fer forgé                                                      | Ligne de Montluçon à Saint-Sulpice-Laurière Creuse - RD 16 - RD 50                     | 1864                    | Ahun - Cressat 46° 07′ 23,8″ N, 2° 01′ 36,8″ E                                          | Creuse                        | « Mérimée », notice no PA00099984 Structurae  |
|                                                                                           | 156 | Viaduc de Morlaix                                       | Hauteur : 62 mètres · Inscrit MH (1975) | 292    | Maçonnerie 2 niveaux                                                                              | Ligne de Paris-Montparnasse à Brest Rivière de Morlaix - RD 769 - RD 786               | 1865                    | Morlaix 48° 34′ 44,4″ N, 3° 49′ 46,3″ O                                                 | Finistère                     | « Mérimée », notice no PA00090137 Structurae  |
|                                                                                           | 157 | Pont suspendu du Bono                                   | Inscrit MH (1997) | 152    | Suspendu Tablier poutres acier, pylônes maçonnerie                                                | Passerelle Rivière du Bono                                                             | 1868                    | Le Bono 47° 38′ 27,2″ N, 2° 57′ 12,6″ O                                                 | Morbihan                      | « Mérimée », notice no PA56000011 Structurae  |
| Pont roulant de Saint-Malo à Saint-Servan, Pont mobile Railway Bac                        | 158 | Pont roulant de Saint-Malo à Saint-Servan fermé en 1923 | Inventaire général |        | Pont mobile Chariot sur rails tracté par chaînes avec un treuil à vapeur situé sur le quai        | Cale de la Bourse                                                                      | 1873                    | Saint-Malo - Saint-Servan 48° 38′ 37,4″ N, 2° 01′ 20,9″ O                               | Ille-et-Vilaine               | « Mérimée », notice no IA35000190 Structurae  |
|                                                                                           | 159 | Viaduc de Cize-Bolozon                                  | Hauteur : 73 mètres | 273    | Maçonnerie 2 niveaux                                                                              | Ligne du Haut-Bugey RD 91A Ain                                                         | 1875 1950               | Corveissiat - Bolozon 46° 12′ 56,2″ N, 5° 27′ 04,2″ E                                   | Ain                           | Structurae                                    |
|                                                                                           | 160 | Pont du château de Chazelet                             | Premier pont en béton armé au monde Conçu par Joseph Monier Portée : 13,8 mètres | 14     | Poutres Béton armé                                                                                | Passerelle Douves du château de Chazelet                                               | 1875                    | Chazelet 46° 30′ 27,3″ N, 1° 26′ 26,2″ E                                                | Indre                         | Structurae                                    |
|                                                                                           | 161 | Aqueduc de Saint-Nazaire                                | Aménagé en voie piétonne Hauteur libre : 35 mètres | 235    | Maçonnerie 17 arches plein cintre, moellons calcaires Ancien aqueduc                              | Pont piétonnier Bourne - RD 532                                                        | 1876                    | Saint-Nazaire-en-Royans 45° 03′ 40,2″ N, 5° 14′ 48,7″ E                                 | Drôme                         | Structurae                                    |
| Viaduc de l'Enfer, Viaduc de la Crueize                                                   | 162 | Viaduc de la Crueize                                    | Hauteur : 63 mètres | 219    | Maçonnerie 6 arches                                                                               | Ligne de Béziers à Neussargues Crueize - Vallée de l'Enfer                             | 1880                    | Saint-Léger-de-Peyre 44° 37′ 11,9″ N, 3° 17′ 03,6″ E                                    | Lozère                        | Structurae                                    |
|                                                                                           | 163 | Pont du Châtelet                                        | Portée : 18 mètres Hauteur libre : 108 mètres | 27     | Maçonnerie 1 arche                                                                                | Pont routier Ubaye                                                                     | 1882                    | Saint-Paul-sur-Ubaye 44° 32′ 10,6″ N, 6° 47′ 08,3″ E                                    | Alpes-de-Haute-Provence       | Structurae                                    |
|                                                                                           | 164 | Viaduc de Lavaur                                        | Conçu par Paul Séjourné Portée : 61,5 mètres | 123    | Maçonnerie                                                                                        | Ligne de Montauban-Ville-Bourbon à La Crémade Agout                                    | 1884                    | Lavaur - Labastide-Saint-Georges 43° 42′ 11,8″ N, 1° 49′ 26,7″ E                        | Tarn                          | Structurae                                    |
|                                                                                           | 165 | Pont Antoinette                                         | Conçu par Paul Séjourné Portée : 47,35 mètres | 89     | Maçonnerie                                                                                        | Ligne de Montauban-Ville-Bourbon à La Crémade Agout                                    | 1884                    | Sémalens 43° 36′ 44,9″ N, 2° 06′ 40,6″ E                                                | Tarn                          | Structurae                                    |
|                                                                                           | 166 | Viaduc de Garabit                                       | Plus grand pont en arc du monde une fois achevé · Conçu par Gustave Eiffel, Léon Boyer · Portée : 165 mètres · Inscrit MH (1965)                                                              | 565    | Arc Fer forgé, tablier porté                                                                      | Ligne de Béziers à Neussargues Truyère                                                 | 1888                    | Ruynes-en-Margeride 44° 58′ 31,3″ N, 3° 10′ 37,8″ E                                     | Cantal                        | « Mérimée », notice no PA00093539 Structurae  |
|                                                                                           | 167 | Viaduc de Pontempeyrat                                  | Hauteur : 36 mètres Inventaire général | 164    | Maçonnerie 9 arches                                                                               | Chemin de Fer du Haut Forez Ance                                                       | 1890                    | Usson-en-Forez 45° 21′ 24,5″ N, 3° 53′ 52,5″ E                                          | Loire Puy-de-Dôme Haute-Loire | « Mérimée », notice no IA42000452 Structurae  |
|                                                                                           | 168 | Pont de l'Abîme                                         | Conçu par Ferdinand Arnodin Hauteur libre : 96 mètres | 64     | Suspendu Avec haubans, tablier poutres acier, pylônes en maçonnerie                               | RD 31 Chéran                                                                           | 1891                    | Cusy 45° 45′ 52,2″ N, 6° 03′ 24,7″ E                                                    | Haute-Savoie                  | Structurae                                    |
| Viaduc de Venaco-Vivario, Viaduc sur le Vecchio, Pont Eiffel                              | 169 | Viaduc de Venaco-Vivario                                | Conçu par Gustave Eiffel · Hauteur libre : 84 mètres · Inscrit MH (1976) | 171    | Treillis Fer forgé, piles en maçonnerie                                                           | Ligne Bastia - Ajaccio Vecchio                                                         | 1894                    | Venaco - Vivario 42° 11′ 34,5″ N, 9° 09′ 56,9″ E                                        | Haute-Corse                   | « Mérimée », notice no PA00099257 Structurae  |
|                                                                                           | 170 | Pont-canal de Briare                                    | Plus long pont-canal métallique du monde jusqu'en 2003 · Inscrit MH (1976) | 662    | Poutre-caisson Cuvette acier, piles maçonnerie Pont-canal                                         | Canal latéral à la Loire Loire - Ancien canal latéral de 1838                          | 1896                    | Briare - Saint-Firmin-sur-Loire 47° 37′ 54,7″ N, 2° 44′ 11,4″ E                         | Loiret                        | « Mérimée », notice no PA00098723 Structurae  |
|                                                                                           | 171 | Pont Mirabeau                                           | Sculptures par Jean-Antoine Injalbert · Classé MH (1975) | 173    | Arc Acier                                                                                         | Rue de Rémusat - Rue de la Convention Seine                                            | 1896                    | Paris 48° 50′ 47,9″ N, 2° 16′ 32,1″ E                                                   | Paris 15e et 16e              | « Mérimée », notice no PA00086659 Structurae  |
|                                                                                           | 172 | Pont-rivière de l'Oudan                                 | Pont-rivière : la rivière passe au-dessus du canal (ouvrage rare) |        | Poutre-caisson Cuvette acier, culées en maçonnerie Pont-rivière                                   | Oudan Canal latéral de Roanne à Digoin                                                 | 1897                    | Roanne 46° 02′ 56,7″ N, 4° 05′ 48,3″ E                                                  | Loire                         | Structurae                                    |
|                                                                                           | 173 | Pont transbordeur de Rouen détruit en 1940              | Conçu par Ferdinand Arnodin | 142    | Suspendu Traverse poutres acier, pylônes treillis acier Pont transbordeur                         | Seine                                                                                  | 1898                    | Rouen 49° 26′ 23,8″ N, 1° 04′ 52,4″ E                                                   | Seine-Maritime                | Structurae                                    |
|                                                                                           | 174 | Pont de Saint-Chély-du-Tarn                             | |        | Maçonnerie 1 arche segmentaire                                                                    | Route de Saint-Chély-du-Tarn Tarn                                                      | XIXe siècle             | Mas-Saint-Chély 44° 20′ 10,9″ N, 3° 22′ 59,6″ E                                         | Lozère                        |                                               |
| Pont transbordeur de Rochefort, Pont à transbordeur de Martrou                            | 175 | Pont transbordeur de Rochefort                          | Dernier pont transbordeur en France · Conçu par Ferdinand Arnodin · Portée : 140 mètres · Classé MH (1976)                                                                                    | 175    | Suspendu Traverse poutres acier, pylônes treillis acier Pont transbordeur                         | Charente                                                                               | 1900                    | Rochefort                                                                               | Charente-Maritime             | « Mérimée », notice no PA00104870 Structurae  |
|                                                                                           | 176 | Pont Alexandre-III                                      | Conçu par Jean Résal · Classé MH (1975) · Patrimoine mondial (1991) · (Rives de la Seine à Paris)                                                                                             | 160    | Arc Acier                                                                                         | Av. Winston Churchill - Av. du Maréchal-Gallieni Seine                                 | 1900                    | Paris 48° 51′ 49,2″ N, 2° 18′ 48,8″ E                                                   | Paris 7e et 8e                | « Mérimée », notice no PA00088798 Structurae  |
|                                                                                           | 177 | Pont Camille-de-Hogues                                  | Plus grand pont en béton armé du monde lors de son inauguration · Conçu par François Hennebique · Classé MH (2002)                                                                            | 144    | Arc Béton, tablier porté                                                                          | Rue Clément Krebs - Rue Chanoine de Villeneuve Vienne                                  | 1900                    | Châtellerault 46° 48′ 49,3″ N, 0° 32′ 14,9″ E                                           | Vienne                        | « Mérimée », notice no PA86000019 Structurae  |
|                                                                                           | 178 | Passerelle Debilly                                      | Construit pour l'exposition universelle de 1900 · Inscrit MH (1966) · Patrimoine mondial (1991) · (Rives de la Seine à Paris)                                                                 | 125    | Arc Acier, tablier poutres acier intermédiaire, piles maçonnerie                                  | Pont piétonnier Seine                                                                  | 1900                    | Paris 48° 51′ 45,5″ N, 2° 17′ 48,7″ E                                                   | Paris 7e et 16e               | « Mérimée », notice no PA00088794 Structurae  |
|                                                                                           | 179 | Viaduc du Viaur                                         | Portée : 220 mètres · Hauteur libre : 116 mètres · Inscrit MH (1984) | 460    | Arc Acier, tablier poutres acier                                                                  | Pont ferroviaire Viaur                                                                 | 1902                    | Tauriac-de-Naucelle 44° 07′ 25″ N, 2° 19′ 52″ E                                         | Tanus Tauriac-de-Naucelle     | « Mérimée », notice no PA00094189 Structurae  |
|                                                                                           | 180 | Pont transbordeur de Nantes détruit en 1958             | Conçu par Ferdinand Arnodin | 141    | Haubané Traverse poutres acier, pylônes treillis acier Pont transbordeur                          | Loire                                                                                  | 1903                    | Nantes 47° 12′ 29,8″ N, 1° 33′ 57,9″ O                                                  | Loire-Atlantique              | Structurae                                    |
| Pont de Bir-Hakeim (anciennement pont de Passy)                                           | 181 | Pont de Bir-Hakeim                                      | Inscrit MH (1986) · Patrimoine mondial (1991) · (Rives de la Seine à Paris) | 257    | Arc Acier, 2 niveaux                                                                              | Ligne 6 du métro de Paris Rue de l'Alboni - Bd. de Grenelle Seine                      | 1905                    | Paris 48° 51′ 22,1″ N, 2° 17′ 13,7″ E                                                   | Paris 15e et 16e              | « Mérimée », notice no PA00086658 Structurae  |
|                                                                                           | 182 | Pont transbordeur de Marseille détruit en 1945          | Conçu par Ferdinand Arnodin | 165    | Haubané Tablier poutres acier, pylônes treillis acier Pont transbordeur                           | Vieux-Port de Marseille                                                                | 1905                    | Marseille 43° 17′ 39,1″ N, 5° 21′ 49″ E                                                 | Bouches-du-Rhône              | Structurae                                    |
| Viaduc du Parfond du Gouët, Viaduc de la Percée                                           | 183 | Viaduc du Parfond du Gouët                              | | 124    | Maçonnerie 2 niveaux (13 arches plein cintre), moellons granite et schiste, tablier béton armé    | Chemins de fer des Côtes-du-Nord (Ligne Saint-Brieuc - Plouha) Parfond du Gouët        | 1905                    | Pordic 48° 33′ 28,5″ N, 2° 47′ 50,8″ O                                                  | Côtes-d'Armor                 | [ 17 ]                                        |
| Pont Hardi, Pont de la Chocolaterie Menier                                                | 184 | Pont Hardi                                              | Conçu par Armand Considère · Pont privé (chocolaterie Menier) · Classé MH (1992) |        | Arc Béton, tablier porté                                                                          | Pont piétonnier Marne                                                                  | 1906                    | Noisiel 48° 51′ 27,5″ N, 2° 37′ 18,4″ E                                                 | Seine-et-Marne                | « Mérimée », notice no PA00087175 Structurae  |
|                                                                                           | 185 | Pont des Catalans                                       | Conçu par Paul Séjourné Portée : 46 mètres | 257    | Maçonnerie Tablier béton armé                                                                     | Av. Paul Séjourné - Allée Charles de Fitte Garonne                                     | 1908                    | Toulouse 43° 36′ 11,7″ N, 1° 25′ 40,6″ E                                                | Haute-Garonne                 | Structurae                                    |
| Pont Séjourné, pont de Fontpédrouse                                                       | 186 | Pont Séjourné                                           | Conçu par Paul Séjourné · Inscrit MH (1994) | 237    | Maçonnerie 2 niveaux                                                                              | Ligne de Cerdagne Têt                                                                  | 1908                    | Fontpédrouse 42° 31′ 04″ N, 2° 12′ 13,5″ E                                              | Pyrénées-Orientales           | Structurae                                    |
|                                                                                           | 187 | Viaduc des Fades                                        | Plus hautes piles en maçonnerie au monde (92,33 mètres) · Plus haut pont ferroviaire français · (en deuxième position au niveau européen) · Hauteur libre : 132,50 mètres · Inscrit MH (1984) | 470    | Treillis de type Warren (acier et fer laminés), piles évidées en granit                           | Ligne de Lapeyrouse à Volvic Sioule                                                    | 1909                    | Les Ancizes-Comps - Sauret-Besserve 45° 58′ 18,2″ N, 2° 48′ 10″ E                       | Puy-de-Dôme                   | « Mérimée », notice no PA00092403 Structurae  |
| Pont de Cassagne, Pont Gisclard                                                           | 188 | Pont de Cassagne                                        | Pont à câble de type Gisclard · Classé MH (1997) | 253    | Suspendu Tablier poutres acier, pylônes acier, piles maçonneries                                  | Ligne de Cerdagne Têt                                                                  | 1909                    | Sauto - Planès 42° 30′ 14,3″ N, 2° 08′ 36,1″ E                                          | Pyrénées-Orientales           | « Mérimée », notice no PA00135696 Structurae  |
|                                                                                           | 189 | Viaduc d'Escot                                          | Portée : 56 mètres | 133    | Maçonnerie                                                                                        |                                                                                        | 1909                    | Escot 43° 04′ 14″ N, 0° 36′ 21″ O                                                       | Pyrénées-Atlantiques          | Structurae                                    |
| Pont des Pierres, Pont de Montanges                                                       | 190 | Pont des Pierres détruit en 1944                        | Portée : 80 mètres |        | Maçonnerie                                                                                        |                                                                                        | 1910                    | Montanges 46° 09′ 55″ N, 5° 48′ 40″ E                                                   | Ain                           | Structurae                                    |
|                                                                                           | 191 | Pont de Bourret                                         | Pont à câble de type Gisclard · Classé MH (1994) |        | Suspendu Tablier poutres acier, 4 pylônes maçonnerie                                              | Hors service Garonne                                                                   | 1910                    | Bourret 43° 57′ 00,5″ N, 1° 10′ 19,5″ E                                                 | Tarn-et-Garonne               | « Mérimée », notice no PA00095920 Structurae  |
|                                                                                           | 192 | Viaducs de Morez                                        | Conçu par Paul Séjourné · Inscrit MH (1984) | 238    | Maçonnerie                                                                                        | Ligne d'Andelot-en-Montagne à La Cluse Évalude - RN 5 - RD 126                         | 1912                    | Morez 46° 31′ 51,6″ N, 6° 01′ 18,1″ E                                                   | Jura                          | « Mérimée », notice no IA39001139 Structurae  |
|                                                                                           | 193 | Viaduc des Rochers Noirs                                | Pont à câble de type Gisclard · Classé MH (2000) | 170    | Suspendu Tablier poutres acier, pylônes maçonnerie                                                | Transcorrézien Luzège                                                                  | 1913                    | Lapleau - Soursac 45° 16′ 06,2″ N, 2° 10′ 56″ E                                         | Corrèze                       | « Mérimée », notice no PA00135399 Structurae  |
|                                                                                           | 194 | Pont Boutiron                                           | Pont conçu par Eugène Freyssinet Portée : 72,5 mètres | 202.52 | Pont en treillis en béton Béton armé                                                              | Pont routier RD 27 Allier                                                              | 1913                    | Creuzier-le-Vieux - Charmeil 46° 09′ 14″ N, 3° 24′ 36″ E                                | Allier                        | Structurae                                    |
|                                                                                           | 195 | Viaduc des Eaux-salées                                  | Conçu par Paul Séjourné Portée : 50 mètres |        | Maçonnerie                                                                                        | Ligne de la Côte Bleue Vallon de Graffiane                                             | 1914                    | Carry-le-Rouet 43° 19′ 57,9″ N, 5° 11′ 06,6″ E                                          | Bouches-du-Rhône              | « Mérimée », notice no EA13141166 Structurae  |
|                                                                                           | 196 | Pont d'Èze                                              | Pont du Diable |        | Maçonnerie                                                                                        | RD 6007 Ravin du Gaffinel                                                              | 1914                    | Èze 43° 43′ 47,2″ N, 7° 21′ 33,6″ E                                                     | Alpes-Maritimes               | Structurae                                    |
|                                                                                           | 197 | Pont de Caronte                                         | | 943    | Treillis Acier, piles maçonnerie Pont tournant                                                    | Ligne de la Côte Bleue Canal de Caronte - Bd. Maritime - RD 49F                        | 1915                    | Martigues 43° 24′ 09,7″ N, 5° 01′ 28,9″ E                                               | Bouches-du-Rhône              | Structurae                                    |
|                                                                                           | 198 | Viaduc de Corbière                                      | Conçu par Paul Séjourné | 179    | Maçonnerie                                                                                        | Ligne de la Côte Bleue RN 568                                                          | 1915                    | Marseille (L'Estaque) 43° 21′ 27,6″ N, 5° 17′ 18″ E                                     | Bouches-du-Rhône              | Structurae                                    |
|                                                                                           | 199 | Pont Wilson (Lyon)                                      | Portée : 49 mètres (x2) |        | Maçonnerie 5 arches, tablier béton armé                                                           | Rue Childebert - Rue Servient Rhône                                                    | 1916                    | Lyon 45° 45′ 36,3″ N, 4° 50′ 21,3″ E                                                    | Rhône                         | Structurae                                    |
|                                                                                           | 200 | Pont levant de La Seyne-sur-Mer                         | Condamné en position haute, une tour d'observation est dressée au sommet · Inscrit MH (1987)                                                                                                  |        | Treillis Acier Pont basculant                                                                     | Hors service Mer Méditerranée                                                          | 1917                    | La Seyne-sur-Mer 43° 06′ 09,5″ N, 5° 52′ 59,2″ E                                        | Var                           | « Mérimée », notice no PA00081737 Structurae  |
|                                                                                           | 201 | Pont de la Libération                                   | Plus grand pont en arc en béton du monde lors de son inauguration Conçu par Eugène Freyssinet Portée : 96,25 mètres                                                                           |        | Arc Béton non-armé, tablier porté                                                                 | Rue de la Fraternité - Bd. Camille Desmoulins Lot                                      | 1919                    | Villeneuve-sur-Lot 44° 24′ 17,4″ N, 0° 42′ 20,6″ E                                      | Lot-et-Garonne                | Structurae                                    |
| Image manquante                                                                           | 202 | Viaduc de Saorge détruit en 1945                        | Conçu par Paul Séjourné Portée : 40 mètres Hauteur libre : 60 mètres | 58     | Maçonnerie                                                                                        | Ligne de Tende                                                                         | 1922                    | Saorge 43° 58′ 51,8″ N, 7° 32′ 35,5″ E                                                  | Alpes-Maritimes               | Structurae                                    |
| Image manquante                                                                           | 203 | Viaduc de Scarassouï détruit en 1944                    | Conçu par Paul Séjourné Portée : 48 mètres Hauteur libre : 38 mètres | 125    | Maçonnerie                                                                                        | Ligne de Tende Roya - RD 6204 Route européenne 74                                      | 1926                    | Fontan 44° 01′ 14,8″ N, 7° 33′ 54,2″ E                                                  | Alpes-Maritimes               | Structurae                                    |
| Viaduc de Bévéra, Pont de Caï                                                             | 204 | Viaduc de la Bévera (reconstruit après 1945)            | Conçu par Paul Séjourné | 125    | Treillis Acier, pile arche ogivale en maçonnerie perpendiculaire à l'axe du pont                  | Ligne de Tende Bévéra                                                                  | 1927                    | Sospel 43° 53′ 11,2″ N, 7° 29′ 10,3″ E                                                  | Alpes-Maritimes               | Structurae,                                   |
|                                                                                           | 205 | Viaduc de l'Erbossiera                                  | Conçu par Paul Séjourné Portée : 36 mètres Hauteur libre : 48 mètres | 205    | Maçonnerie 11 arches (1 principale elliptique à axe vertical, 10 secondaires plein cintre)        | Ligne de Tende                                                                         | 1928                    | Peille 43° 48′ 28,4″ N, 7° 22′ 58,5″ E                                                  | Alpes-Maritimes               | « Mérimée », notice no Structurae             |
|                                                                                           | 206 | Viaduc de la Roizonne                                   | Conçu par Paul Séjourné Portée : 79 mètres |        | Maçonnerie                                                                                        | Chemin de fer de la Mure Roizonne                                                      | 1928                    | Nantes-en-Ratier Siévoz 44° 54′ 51,7″ N, 5° 49′ 43,4″ E                                 | Isère                         | Structurae                                    |
|                                                                                           | 207 | Pont Albert-Louppe                                      | Pont conçu par Eugène Freyssinet Record mondial de portée des ponts en arc en béton armé à sa construction Portée : 186,4 mètres                                                              | 888    | Arc Béton armé                                                                                    | Pont routier et tramway Élorn                                                          | 1930                    | Plougastel-Daoulas Le Relecq-Kerhuon 48° 23′ 15,5″ N, 4° 24′ 00″ O                      | Finistère                     | Structurae                                    |
|                                                                                           | 208 | Pegasus Bridge                                          | Site historique du Calvados Sa prise de contrôle fut un objectif clef lors du débarquement de Normandie dans la nuit du 5 au 6 juin 1944                                                      | 46     | Poutres Acier Pont basculant de type Scherzer                                                     | RD 514 - Av. du Commandant Kieffer Canal de Caen à la mer                              | 1935 1994               | Bénouville (Calvados) - Ranville 49° 14′ 32,7″ N, 0° 16′ 27,5″ E                        | Calvados                      | Structurae                                    |
|                                                                                           | 209 | Pont de Langeais                                        | | 358    | Suspendu                                                                                          | RD 57 Loire                                                                            | 1937                    | Langeais 47° 19′ 09,6″ N, 0° 24′ 16,3″ E                                                | Indre-et-Loire                | Structurae                                    |
|                                                                                           | 210 | Pont de Luzancy                                         | Premier pont en béton réalisé en voussoirs préfabriqués, précontraint par post-tension, conçu par Eugène Freyssinet Portée : 55 mètres                                                        | 55     | Pont à poutres Béton précontraint                                                                 | Pont routier RD 402 Mrne                                                               | 1946                    | Luzancy Méry-sur-Marne 48° 58′ 14,8″ N, 3° 11′ 29″ O                                    | Seine-et-Marne                | Structurae                                    |
|                                                                                           | 211 | Pont de Saint-Pierre-du-Vauvray                         | Inscrit MH (1975) · Conçu par Eugène Freyssinet · Record du monde de portée en 1923. · Détruit en 1940, reconstruit entre 1946 et 1947 · Portée : 131,80 mètres                               | 140    | Arc Béton armé                                                                                    | Pont routier Seine                                                                     | 1947                    | Saint-Pierre-du-Vauvray49° 13′ 50″ N, 1° 13′ 37″ E                                      | Eure                          | « Mérimée », notice no PA00099572 Structurae  |
|                                                                                           | 212 | Viaduc de la Méditerranée                               | Conçu par Nicolas Esquillan Grand pont-rail français en arc en béton armé Portée : 124 mètres                                                                                                 | 196    | Arc Béton armé                                                                                    | Ligne ferroviaire Rhône                                                                | 1950                    | Grigny Ternay 45° 35′ 35,3″ N, 4° 47′ 05,2″ E                                           | Rhône                         | Structurae                                    |
|                                                                                           | 213 | Pont de la Voulte-sur-Rhône                             | Conçu par Nicolas Esquillan Premier grand pont-rail français en béton précontraint Portée : 56 mètres                                                                                         | 300    | Portique Béton précontraint                                                                       | Ligne ferroviaire Rhône                                                                | 1955                    | La Voulte-sur-Rhône 44° 47′ 42,2″ N, 4° 46′ 48,3″ E                                     | Ardèche                       | Structurae                                    |
|                                                                                           | 214 | Pont de Savines                                         | Premier grand pont en béton précontraint en voussoirs coulés en place par encorbellement symétrique en France Portée : 77 mètres                                                              | 924    | Pont à poutres Béton précontraint                                                                 | Pont routier RN 94 Lac de Serre-Ponçon Durance                                         | 1960                    | Savines-le-Lac Chorges 44° 31′ 53″ N, 6° 23′ 44″ E                                      | Hautes-Alpes                  | Structurae                                    |
|                                                                                           | 215 | Pont de l'île d'Oléron                                  | Premier grand pont en voussoirs préfabriqués posés à la poutre de lancement Portée : 80 mètres                                                                                                | 2862   | Pont à poutres Béton précontraint                                                                 | Pont routier RD 26 Coureau d'Oléron                                                    | 1966                    | Bourcefranc-le-Chapus Le Château-d'Oléron 45° 51′ 11″ N, 1° 10′ 48″ O                   | Charente-Maritime             | Structurae                                    |
|                                                                                           | 216 | Pont de Saint-Nazaire                                   | Portée : 404 mètres Hauteur libre : 68 mètres | 3356   | Pont à haubans Pont à poutres préfabriquées Acier Béton précontraint                              | Pont routier RD 490 Loire                                                              | 1975                    | Saint-Nazaire Montoir-de-Bretagne Saint-Brevin-les-Pins 47° 16′ 36″ N, 2° 09′ 53″ O     | Loire-Atlantique              | Structurae                                    |
|                                                                                           | 217 | Pont de Brotonne                                        | Record du monde de portée pour un pont à haubans en béton au moment de sa construction Portée : 320 mètres Hauteur libre : 50 mètres                                                          | 1278   | Pont à haubans Béton précontraint                                                                 | Pont routier RD 213 Seine                                                              | 1977                    | Caudebec-en-Caux Saint-Nicolas-de-Bliquetuit49° 31′ 14″ N, 0° 44′ 50″ E                 | Seine-Maritime                | Structurae                                    |
|                                                                                           | 218 | Pont des Arts                                           | Inscrit MH (1975) · Patrimoine mondial (1991) · (Rives de la Seine à Paris) | 155    | Arc Acier                                                                                         | Pont piétonnier Quai François-Mitterrand - Quai de Conti Seine                         | 1984                    | Paris 48° 51′ 30,4″ N, 2° 20′ 15,2″ E                                                   | Paris 1er et 6e               | « Mérimée », notice no PA00085998 Structurae, |
| Image manquante                                                                           | 219 | Pont sur la Senouire, dit Pont Vieux                    | Classé MH (1982) | 40     | Maçonnerie 5 arches plein cintre inégales, dos d'âne, rampes coudées                              | Pont routier Senouire                                                                  | XVe siècle              | Domeyrat 45° 15′ 00,14″ N, 3° 30′ 06,26″ E                                              | Haute-Loire                   | « Mérimée », notice no PA00092663 Structurae  |

## Ponts présentant un intérêt architectural
|                                                      |    | Nom                                | Distinction                                                                                             | Long.   | Type                                                               | Voie portée Voie franchie                                                        | Date | Localisation                                                     | Département             | Ref.                                         |
| ---------------------------------------------------- | -- | ---------------------------------- | --- | ------- | ------------------------------------------------------------------ | -------------------------------------------------------------------------------- | ---- | ---------------------------------------------------------------- | ----------------------- | -------------------------------------------- |
|                                                      | 1  | Pont Napoléon (Luz-Saint-Sauveur)  | Spot de saut à l'élastique Portée : 42 mètres Hauteur libre : 65,5 mètres                               | 68      | Maçonnerie 1 arche plein cintre                                    | RD 921 - Av. de l'Impératrice Eugénie Gave de Gavarnie                           | 1863 | Luz-Saint-Sauveur 42° 51′ 30,5″ N, 0° 00′ 20,6″ O                | Hautes-Pyrénées         | Structurae                                   |
|                                                      | 2  | Viaduc de la Souleuvre             | Spot de saut à l'élastique Hauteur libre : 62 mètres                                                    | 364     | Piles en maçonnerie                                                | Hors service Ligne de Caen à Vire Souleuvre                                      | 1889 | Carville - La Ferrière-Harang 48° 57′ 05,3″ N, 0° 51′ 51,3″ O    | Calvados                | Structurae                                   |
|                                                      | 3  | Pont de la Mariée                  | Spot de saut à l'élastique Portée : 58 mètres Hauteur libre : 80 mètres                                 |         | Arc Béton, tablier porté                                           | Hors service Tramways des Alpes-Maritimes Var - Gorges de Daluis                 | 1923 | Guillaumes - Daluis 44° 03′ 39″ N, 6° 51′ 18,8″ E                | Alpes-Maritimes         | Structurae                                   |
|                                                      | 4  | Pont du Sautet                     | Spot de saut à l'élastique Portée : 85 mètres Hauteur libre : 72 mètres Conçu par Albert Caquot         |         | Arc Béton, tablier porté                                           | RD 537 Drac                                                                      | 1928 | Corps - Pellafol 44° 49′ 02,5″ N, 5° 54′ 28,2″ E                 | Isère                   | Structurae                                   |
| Pont de Chaulière, Pont de l’Artuby, Pont d'Aiguines | 5  | Pont de Chaulière                  | Plus haut pont d’Europe permettant le saut à l'élastique Portée : 107 mètres Hauteur libre : 182 mètres | 142     | Arc Béton, tablier porté                                           | RD 71 Artuby                                                                     | 1940 | Aiguines - Comps-sur-Artuby 43° 43′ 48,7″ N, 6° 23′ 13,7″ E      | Var                     | Structurae                                   |
|                                                      | 6  | Pont de Ponsonnas                  | Spot de saut à l'élastique Portée : 92 mètres Hauteur libre : 103 mètres Conçu par Albert Caquot        |         | Arc Béton, tablier porté                                           | RD 526 Drac                                                                      | 1941 | Ponsonnas 44° 52′ 52,1″ N, 5° 47′ 38,3″ E                        | Isère                   | Structurae                                   |
| Image manquante                                      | 7  | Pont de Recouvrance                | Plus grand pont levant d’Europe lors de son inauguration Portée : 87 mètres Hauteur : 70 mètres         |         | Treillis Pont levant                                               | Tramway de Brest Rue de la Porte - Rue Pierre Brossolette Penfeld                | 1954 | Brest 48° 23′ 03,8″ N, 4° 29′ 45,7″ O                            | Finistère               | Structurae                                   |
|                                                      | 8  | Pont du Truc de la Fare            | | 53      | Travée sous-bandé Dalle béton précontraint                         | Autoroute A75                                                                    | 1993 | Chirac 44° 31′ 16,7″ N, 3° 14′ 26,9″ E                           | Lozère                  | Structurae                                   |
|                                                      | 9  | Pont-canal de Carentan             | Ruban de bronze en 1995                                                                                 | 615     | Poutre-caisson Béton précontraint Tranchée semi-ouverte Pont-canal | Canal de Carentan à la mer - RD 89E RN 13 Route européenne 3 Route européenne 46 | 1994 | Carentan 49° 18′ 51,5″ N, 1° 13′ 49,1″ O                         | Manche                  | Structurae                                   |
|                                                      | 10 | Pont de la bataille du Texel       | Plus beau pont métallique 1996                                                                          | 60      | Poutres Aluminium Pont basculant                                   | Rue de la Cartoucherie Port de Dunkerque                                         | 1994 | Dunkerque 51° 02′ 32,1″ N, 2° 22′ 33,2″ E                        | Nord                    | « Mérimée », notice no Structurae            |
|                                                      | 11 | Pont de l'Iroise                   | Record de France de portée des ponts en béton précontraint Portée : 400 mètres                          | 800.05  | Pont à haubans Béton précontraint Pont routier                     | RN 165 Élorn                                                                     | 1994 | Le Relecq-Kerhuon Plougastel-Daoulas 48° 23′ 15″ N, 4° 23′ 52″ O | Finistère               | Structurae                                   |
|                                                      | 11 | Pont de Normandie                  | Record du monde de portée des ponts à haubans en 1995 Portée : 856 mètres                               | 2141.25 | Pont à haubans Acier Béton précontraint Pont routier               | Autoroute A29 Seine                                                              | 1995 | Le Havre Honfleur 49° 26′ 10″ N, 0° 16′ 24″ E                    | Seine-Maritime Calvados | Structurae                                   |
|                                                      | 12 | Pont de Saint-Pritz                | Inventaire général                                                                                      | 160     | Treillis Acier, dalle béton                                        | RD 900 Mayenne                                                                   | 1997 | Laval 48° 05′ 22,4″ N, 0° 46′ 37,5″ O                            | Mayenne                 | « Mérimée », notice no IA53000592 Structurae |
|                                                      | 13 | Viaduc de la Rivière-Saint-Sauveur | Pont en arc                                                                                             | 275     | Pont en arc Béton armé                                             | Autoroute A29                                                                    | 1998 | La Rivière-Saint-Sauveur 49° 24′ 29,3″ N, 0° 16′ 00″ E           | Calvados                | Structurae                                   |
|                                                      | 14 | Viaduc de l'Anguienne              | | 400     | Béton armé Béton précontraint                                      | RD 1000 Rocade est d'Angoulême Anguienne                                         | 2004 | Soyaux - Puymoyen 45° 37′ 32,5″ N, 0° 11′ 45″ E                  | Charente                | Structurae                                   |
|                                                      | 15 | Pont de Puget-Théniers             | Pont à haubans mis en place par rotation autour d'un axe vertical                                       | 94      | Haubané Monopylône, tablier poutres béton, pylône béton            | RD 2211A - Pl. de Gaulle - La Condamine Var                                      | 2005 | Puget-Théniers 43° 57′ 17″ N, 6° 53′ 44,8″ E                     | Alpes-Maritimes         | Structurae                                   |
|                                                      | 16 | Passerelle himalayenne du Drac     | | 220     | Suspendu Acier                                                     | Passerelle Drac                                                                  | 2007 | Lavars - Mayres-Savel 44° 52′ 07,6″ N, 5° 42′ 31,8″ E            | Isère                   |                                              |